# ZARD
ZARD（ザード）は、坂井泉水を中心に結成された日本の音楽ユニット。1991年デビュー。所属芸能事務所はSENSUI。レコード会社はB ZONE、レーベルはB-Gram RECORDS。

## 概要
1990年代に女性ボーカルアーティストとして最も多くのCDシングル売上げ枚数を記録しており、シングルでは『負けないで』『揺れる想い』『マイ フレンド』がミリオンセラーとなっている。また、アルバムでは1992年発売の『HOLD ME』から1999年発売の『ZARD BEST 〜Request Memorial〜』まで9作が連続でミリオンを達成しており、アルバム連続ミリオン獲得数の史上最多記録である（オリコン調べ）。
2007年に坂井が逝去した後は残された音源を元に作品の制作やフィルムコンサートなどがプロデューサーの長戸大幸を中心とする制作スタッフによって行われ、2016年2月10日にはデビュー25周年を記念してベストアルバム『ZARD Forever Best 〜25th Anniversary〜』が発売された。
2020年よりデビュー30周年イヤーを記念したプロジェクトを開始。8cmシングル30タイトルのマキシシングル化リリース、ライブツアーの全国映画館での上映、無観客コンサート、「ZARD／坂井泉水 心に響くことば展」を開催。2021年9月には全オリジナルアルバム11作を最新リマスタリング（内1作はリメイク作）を施し発売。その他詳細は略歴を参照。

## メンバー
ZARDは「坂井泉水を中心としたユニット名」である。かつてはZARDのメンバーとして町田、星、道倉、池澤が表記されていたが、その後メンバーとしてクレジットされているのは坂井のみとなっている。
メンバー
- 坂井 泉水（さかい いずみ） - ボーカル、作詞、作曲、プロデュース、ディレクション

元固定メンバー
- 町田 文人（まちだ ふみと） - ギター
  - 2ndアルバム『もう探さない』から7thシングル『君がいない』まで参加。

- 星 弘泰（ほし ひろやす） - ベース
  - 2ndアルバム『もう探さない』から5thシングル『IN MY ARMS TONIGHT』まで参加。

- 道倉 康介（みちくら こうすけ） - ドラムス
  - 2ndアルバム『もう探さない』から 5thシングル『IN MY ARMS TONIGHT』まで参加。

- 池澤 公隆（いけざわ きみたか） - キーボード
  - 2ndアルバム『もう探さない』から7thシングル『君がいない』まで参加。

### メンバー構成
2004年に行われた初ライブ・ツアーのパンフレットによると、「坂井泉水を中心としたユニット名」と書かれており、この時点での固定メンバーは坂井のみであるが、2ndアルバム『もう探さない』から5thシングル『IN MY ARMS TONIGHT』ではギター・町田、ベース・星、ドラム・道倉、キーボード・池澤の名前が表記されている。『もう探さない』のブックレットには他メンバーの写真も掲載されており、ZARDはバンド編成だった時期がある。また、メディアでもバンドとみなされることがある。東海大学沼津キャンパス学園祭でのライブでオープニングアクトを担当した有馬ゆみこ（当時は、関ゆみ子名義）によれば、1991年当時、坂井は男性だけのバンドにおける紅一点であったという。
初のベストアルバム『ZARD BEST The Single Collection 〜軌跡〜』発売時に寄せられたメッセージの中では、デビュー曲「Good-bye My Loneliness」のミュージック・ビデオのディレクターだった岩井俊二が「ZARDは1人だった」と発言している。
町田、池澤の脱退は具体的な時期は不詳だが、「君がいない」の発売当時にTBS系『COUNT DOWN TV』等でオンエアされていたミュージック・ビデオには、坂井、町田、池澤がミーティングをしているカットが挿入されており、その存在が確認できるものの、以後発売されたシングルやアルバム曲のミュージック・ビデオに彼らの姿を確認することはできない。また、1995年に発売された「Just believe in love」の録音では、表記はなかったもののギターは町田ではなく、編曲を担当した葉山たけしによるものと『J-Rock Magazine誌』1995年6月号で明言されている。
1996年に発売されたアルバム 『TODAY IS ANOTHER DAY』以降は「Additional〜」という表記で、サポートメンバーの形でギター・葉山たけし、増崎孝司、ベース・明石昌夫、キーボード・小野塚晃、池田大介、サックス・勝田一樹らの名前が表記されている。

### 逸話
メディア露出が少なかった事について、プロデューサーの長戸大幸は以下のような理由だと語っている。
- 音楽番組で出演する時に体調不良になってしまったことがあり、生放送が多かったテレビ番組の出演は断ることにした[11]。
- 喋ることが苦手で、録音を重視したいという本人の意向[11]。
- 制作を継続していったことにより公演のタイミングを失った[11]。

宝島社書籍「VOW」の投稿欄編集者コメントによると、デビュー前に坂井泉水がラジオ出演した際に「（メンバーとの仲を聞かれて）会ったことがないから分からない」「でも、きっといい人たちです」と語っていたとある。

### 楽曲制作と作詞・作曲・編曲のクレジット
ほぼ全ての楽曲の作詞は坂井が担当している（例外として1stアルバム『Good-bye My Loneliness』に収録されている「恋女の憂鬱」と「女でいたい」の2曲の作詞は川島だりあが担当している）。また、「君がいない」と「Boy」に関してはクレジット上は坂井名義だが、栗林誠一郎の詞に坂井が手を加えたものである。ただし、「Boy」は歌い出しの部分を「Girl 今でも」から、「Boy 今でも」に変えた以外は全く別の歌詞である。
2ndシングル『不思議ね…』のカップリング「素直に言えなくて」、2ndアルバム『もう探さない』収録の「いつかは…」、16thシングル『サヨナラは今もこの胸に居ます』のカップリング「眠り」、42ndシングル『ハートに火をつけて』のカップリング「君へのブルース」の4曲は坂井自身の作詞作曲作品である。
編曲は専門家の名前がクレジットされているが、坂井自身もサウンドプロデューサーとして編曲には全面的に参加している。坂井はどの楽器をどのリズムで取り入れたらいいかについて、アレンジャーやミキサーとのやりとりを行いながら、彼女が理想とするサウンドを作り上げている。
作曲・編曲のクレジットによれば、多くの楽曲は同じメンバーで行われており、作曲は1991年-1999年頃まで織田哲郎、栗林誠一郎、それ以降は徳永暁人、2003年以降はほとんどの曲を大野愛果が担当している。編曲は98年まで明石昌夫、池田大介、葉山たけしが務めており、それ以降は徳永暁人、99年は古井弘人（GARNET CROW）が中心的に務めていた。葉山たけしもビーイング脱退後、2004年以降外注で再び編曲を行っている。なお、1stシングル『Good-bye My Loneliness』のカップリング「愛は暗闇の中で」では、共同編曲として寺尾広と共にZARDがクレジットされている。
上記以外にも、単発で多くのアーティストが作曲、編曲を行っている（TUBEの春畑道哉、PAMELAHの小澤正澄、元day after tomorrowで現ストロボの北野正人、元GARNET CROWの中村由利・岡本仁志、など）。徳永暁人や大野愛果は、初めてZARDの作曲を手がけた当時はそれぞれデビューして間もない頃であったが、その後もZARDの多くの作曲を担当することになった（徳永は「永遠」、大野は「少女の頃に戻ったみたいに」）。
- 織田哲郎（作曲25曲、作編曲1曲）
  - 「負けないで」「揺れる想い」「マイ フレンド」「心を開いて」「あなたを感じていたい」など
- 明石昌夫（編曲53曲[注釈 1]）
  - 「揺れる想い」「この愛に泳ぎ疲れても」「きっと忘れない」「Good-bye My Loneliness」など
- 栗林誠一郎（作曲46曲）
  - 「もう少し あと少し…」「君がいない」「こんなにそばに居るのに」「Don't you see!」など
- 川島だりあ（作詞曲2曲、作曲9曲）
  - 「あの微笑みを忘れないで」「Ready, Go!」など
- 池田大介（編曲21曲[注釈 1]）
  - 「心を開いて」「My Baby Grand 〜ぬくもりが欲しくて〜」「運命のルーレット廻して」など
- 葉山たけし（編曲36曲[注釈 1]）
  - 「負けないで」「マイ フレンド」「愛が見えない」「君に逢いたくなったら…」「息もできない」など
- 徳永暁人（作曲4曲、編曲14曲[注釈 1]、作編曲11曲[注釈 1]）
  - 「永遠」「さわやかな君の気持ち」など
- 古井弘人（編曲10曲[注釈 1]）
  - 「新しいドア 〜冬のひまわり〜」「この涙 星になれ」「世界はきっと未来の中」「MIND GAMES」など
- 大野愛果（作曲22曲）
  - 「明日を夢見て」「もっと近くで君の横顔を見ていたい」「かけがえのないもの」「グロリアス マインド」など

## 略歴

### 1991年 - 1993年
1991年、モデル活動をしていた坂井泉水がB.B.クィーンズのコーラスオーディションを機にプロデューサー長戸大幸に才能を見出され、テレビドラマ『結婚の理想と現実』の主題歌歌手として抜擢され、シングル『Good-bye My Loneliness』でメジャーデビュー。デビュー曲ながら最高位9位、20万枚を超えるヒットとなった。デビュー直後のZARDは坂井のソロプロジェクトであり、まだ音楽制作に不慣れな坂井を長戸が傍でサポートしていた。2ndアルバム『もう探さない』からバックバンドの4人がクレジットされ、1993年2月前後までバックバンドのメンバーがついていた。
1992年8月、テレビ朝日系の音楽番組『ミュージックステーション』に初出演し、4thシングル『眠れない夜を抱いて』を披露。タイアップとTV出演効果もあり45万枚を超えるロングセラーを記録。続く5thシングル『IN MY ARMS TONIGHT』も30万枚を超えるヒットに。同月にリリースした初のフルアルバム『HOLD ME』は最高2位を記録し、翌年にはミリオンセラーになるなどブレイクのきっかけに繋がった。同時期に初のライブツアーを予定していたが、坂井以外の出演メンバーが決まらず、坂井の体調不良も重なり直前に急遽中止となる。

### 1993年 - 2001年
1993年、6thシングル『負けないで』が4週目にして自身初のオリコンチャート1位を獲得しミリオンセラーを記録し大ブレイク。2月の『ミュージックステーション』5回目の出演を持って一切メディア露出がなくなるが、その3ヶ月後、大塚製薬「ポカリスエット」CMソングに起用された8thシングル『揺れる想い』もミリオンセラーを記録。この2曲を収録した4thアルバム『揺れる想い』は230万枚超の売上を記録し、この年の年間オリコンアルバムチャート1位を獲得。同年のシングル『君がいない』『もう少し あと少し…』『きっと忘れない』も全て売上げ80万枚を突破。ビーイングブームの代表格となり、この年のオリコンアーティストトータルセールスの1位を獲得。
1994年 - 1996年は、オリコンシングルチャート2位以内、アルバムチャート1位を維持。この3年間に発売された「この愛に泳ぎ疲れても」「こんなにそばに居るのに」「あなたを感じていたい」「愛が見えない」「心を開いて」など8枚のシングルの平均セールスは75万以上と軒並み大ヒットし、1996年発売の17thシングル『マイ フレンド』では自身3枚目のミリオンセラーを記録。オリジナルアルバムも5thアルバム『OH MY LOVE』が200万枚、6thアルバム『forever you』は177万枚、7thアルバム『TODAY IS ANOTHER DAY』は166万枚と立て続けにミリオンセラーとなった。また、1994年のDEEN「瞳そらさないで」、1995年のFIELD OF VIEW「突然」といった坂井が作詞提供した楽曲もミリオンセラーを記録した。
1997年は『Don't you see!』『君に逢いたくなったら…』『永遠』が60万枚を突破。同年発売されたサマーベストセレクションアルバム『ZARD BLEND 〜SUN&STONE〜』もオリコン1位、200万枚を突破する大ヒットとなった。
1998年には人気アニメ”名探偵コナン”の主題歌に初起用された「運命のルーレット廻して」がオリコン1位を獲得。1997年から1998年の間には全9枚のシングルを発売し、全てオリコン最高3位以内を記録。
1999年第1弾シングル『MIND GAMES』がオリコン1位を獲得し、シングルでは93年以降7年連続の首位獲得（通算12作品)。8thアルバム『永遠』は初登場1位を獲得しミリオンセラーとなり、その直後に発売した初のベストアルバム『ZARD BEST The Single Collection 〜軌跡〜』は自身最大の300万枚超え、秋に発売した第2弾ベストアルバム『ZARD BEST 〜Request Memorial〜』も150万枚を記録し、アルバム9作連続のミリオンの偉業を達成。オリコンの年間アーティストトータルセールス3位を獲得。また、ベストアルバム購入者から入場者を抽選招待する船上ライブを行った。
2000年夏、NHKシドニーオリンピックのテーマ曲「Get U're Dream」をリリースし、久々にテレビでコメントのみ出演し話題に。
2001年2月にデビュー10周年を記念して9thアルバム『時間の翼』発売、オリジナルアルバム最後のオリコン1位を獲得。この頃、坂井泉水が体調不良になり、1年間活動を休止した。11月には秋冬向けのセレクションアルバム『ZARD BLEND II〜LEAF & SNOW〜』を発売するも体調不良による休養中であることは当時は伏せられていた。

### 2002年 - 2007年
2002年5月、「ZARD第二章スタート」というキャッチフレーズをつけ、34thシングル『さわやかな君の気持ち』で活動再開。
2003年、『明日を夢見て』『瞳閉じて』『もっと近くで君の横顔見ていたい』と精力的にシングルを発売。夏にはB'zの松本孝弘とのコラボレーション・シングル『異邦人』を発売し、15万枚を超えるロングヒットを記録。
2004年、1月に3年ぶりの10thアルバム『止まっていた時計が今動き出した』を発売し、デビュー14年目にして初となる全国ツアー「What a beautiful moment Tour」を開催。
2005年4月にリリースされた両A面シングル『星のかがやきよ／夏を待つセイル（帆）のように』が、1999年リリースの「世界はきっと未来の中」以来約6年ぶりとなるオリコン最高位2位を獲得。同年6月にDVD『What a beautiful moment』を発表（発売月のオリコン月間チャート1位）。9月には11thアルバム『君とのDistance』を発売。
2006年3月に2作連続となる両A面シングル『悲しいほど貴方が好き／カラッといこう!』、5月に『ハートに火をつけて』を発売し、オリコンTOP10獲得数を歴代単独2位の「40」に伸ばした。同年10月25日に、15周年記念のベストアルバム『Golden Best 〜15th Anniversary〜』、活動15年間の編集映像を集めたDVD『ZARD Le Portfolio 1991-2006』、それまでに発表された坂井泉水のCDジャケットを集めた写真集を同時発売。オリコンアルバムチャート・DVDチャート（総合・音楽）共に初登場1位を獲得し二冠を達成した。
その後、2007年秋を目途に2年ぶりのオリジナルアルバムと3年ぶりのライブツアーが計画されていた。
しかし、2006年4月9日に東京都内で行われた「ハートに火をつけて」のPV撮影直後の晩、坂井は体調が急変し救急搬送、その後の検査で子宮頸癌と診断され2006年6月に入院。手術後は回復に向かいつつあったが、2007年4月には肺への転移が発見され再度入退院を繰り返していた。同年5月27日、入院中の病院で脳挫傷により死去（享年40）。倒れているのを発見された階段付近が、坂井が入院中の散歩の際によく休憩に立ち寄っていた場所とのことから、 5月26日の散歩帰りに階段から転落し後頭部を強打したと推測されている。

### 坂井逝去後
坂井の追悼アルバムとして『Soffio di vento 〜Best of IZUMI SAKAI Selection〜』『Brezza di mare 〜dedicated to IZUMI SAKAI〜』の2枚が発売される。また同時発売の書籍『きっと忘れない』で、ラストレコーディングソング「グロリアス マインド」の歌詞が掲載された。同曲は2007年9月に実施した追悼ライブで多くの未公開映像と共に初披露され、43rdシングルとして2007年12月12日に発売され、「星のかがやきよ／夏を待つセイル（帆）のように」以来のオリコン最高位2位を記録した。
また2007年6月から公式サイトなどでファンによるリクエストアルバムの収録曲をアンケート募集した。集計を行う際、50万通もの多くの応募があったため、当初の発売予定から遅らせての発売となる。なお「負けないで」などの楽曲は死後の追悼ライブの音源が収録されている。さらにすでに発売されていた「グロリアス マインド」もリクエストがあったため収録となっている。このアルバムは『ZARD Request Best 〜beautiful memory〜』のタイトルで2008年1月23日に発売され、オリコン最高位1位を獲得した。
同年4月9日、44thシングルとして未発表曲と1stシングル『Good-bye My Loneliness』のカップリング曲のリアレンジバージョンを収録した両A面シングル『翼を広げて／愛は暗闇の中で』が発売された。
同年5月28日、全44枚のシングルと特典DVDがセットになった『ZARD Premium Box 1991-2008 Complete Single Collection』が発売された。
2009年5月27日、3回忌を迎えるにあたり、45thシングルとして2ndシングル『不思議ね…』のカップリング曲をリアレンジしたシングル『素直に言えなくて』が発売された。
2015年12月31日にはパシフィコ横浜国立大ホールにて、フィルムコンサートとギャラリー展『ZARD 25th Anniversary Eve 〜Screen Harmony & Gallery〜』を開催。
2016年2月10日、デビュー25周年を記念して、オールタイムベストアルバム『ZARD Forever Best 〜25th Anniversary〜』を発売し、ロングヒットを記録。
2020年2月10日、デビュー30周年記念企画の一環として、8cmシングル30タイトルをマキシシングル化してリリース。
同年、デビュー30周年記念企画の一環として、全国ライブツアー「What a beautiful moment Tour」（2004年）のフルHD化した映像が全国の映画館で上映。詳細はWhat a beautiful moment Tour#概要を参照。
2021年2月10日に、デビュー30周年イヤーを記念して無観客コンサートを開催。
同年5月15日〜7月11日、町田市民文学館ことばらんど開館15周年記念＆ZARD30周年記念企画「ZARD／坂井泉水　心に響くことば展」開催。
同年6月27日、東京文化会館にて初のシンフォニックコンサート＜billboard classics“ZARD 30th Anniversary Premium Symphonic Concert ～永遠～＞を昼夜2回公演開催。
2021年9月15日に、ZARDのオリジナルアルバム10作の最新リマスター盤と長期間廃盤となっていた「時間の翼」のリメイク盤を発売。同日には過去にリリースされた全389曲が音楽サブスクリプションサービスにて解禁された。

## 評価

### ランキング
オリコン調べによる（2025年5月現在）。
- アーティスト・トータル・セールス（CD総売上枚数）：3774.5万枚（歴代10位：平成アーティスト別 8位）
  - シングル：1774.3万枚（女性ボーカルアーティスト歴代3位）
  - アルバム：2000.2万枚（女性ボーカルアーティスト歴代5位）
- シングルTOP10獲得数：43作（歴代14位タイ)（女性ボーカルアーティスト歴代4位）
- 90年代アーティスト・トータル・セールス：3位（女性ボーカルアーティスト1位）
- シングル1位獲得数：12作（女性ボーカルアーティスト歴代4位）
- シングルTOP100チャートイン数：45作（90年代デビューアーティスト歴代2位）
- アルバムミリオン獲得数：9作（歴代5位）
- アルバム連続ミリオン獲得数：9作（歴代1位）（HOLD ME〜ZARD BEST 〜Request Memorial〜）
- アルバム1位獲得数：11作（女性ボーカルグループ歴代2位）
- 1992年年間アーティスト別セールス24位（『HOLD ME』「眠れない夜を抱いて」「IN MY ARMS TONIGHT」)
- 1993年年間アーティスト別セールス1位（『揺れる想い』「負けないで」「揺れる想い」「もう少しあと少し」「君がいない」等）
- 1994年年間アーティスト別セールス5位（『OH MY LOVE』「この愛に泳ぎ疲れても」「きっと忘れない」「こんなにそばに居るのに」）
- 1995年年間アーティスト別セールス6位（『Forever you』「あなたを感じていたい」「愛が見えない」「Just believe in love」等）
- 1996年年間アーティスト別セールス13位（『TODAY IS ANOTHER DAY』「マイフレンド」「心を開いて」）
- 1997年年間アーティスト別セールス9位（『ZARD BLEND〜SUN & STONE〜』「君に逢いたくなったら」「永遠」等）
- 1999年年間アーティスト別セールス2位（『ZARD BEST 軌跡・Request Memorial』『永遠』「GOOD DAY」「新しいドア」「世界はきっと未来の中」等）
- 2006年年間アーティスト別セールス29位（『Golden Best 〜15th Anniversary〜』『ZARD Le Portfolio 1991-2006』等）
- 2007年年間アーティスト別セールス13位（『Golden Best 〜15th Anniversary〜』『Soffio di vento・Brezza di mare』等）

### 坂井泉水死去後の評価
坂井泉水の死去をきっかけにZARDが社会に与えた影響を総括しようとする試みが一般のメディアの間でも見られるようになった。2007年6月18日の『クローズアップ現代』（NHK）では「時代を励ました歌」と題して特集を放送し、ZARDの音楽に励まされてきたファンの声を紹介した。この番組にゲスト出演した音楽評論家の富澤一誠は、岡林信康、吉田拓郎、尾崎豊といった日本のポピュラー音楽史の重要人物と比較対照しつつ、ZARDの音楽のあり方を“時代の伴走者”と規定した。年末には坂井の特集記事を組む全国紙もあった。亡くなる前はCDの売り上げ等のランキングが全て3桁であったが、亡くなった直後から全て1桁になり、あちこちの中古CDショップでは売り切れ続出、店舗によっては特設販売コーナーも設けられ、尾崎豊、マイケル・ジャクソン同様、亡くなってからファンになった、興味を持ち始めたという人も多かった。特に「負けないで」が高校野球の応援の演奏曲として頻繁に使われるようになり、2014年には全国400校で採用される英語の教科書でも掲載されることが決まった。
こうした事により、プロデューサーである長戸が2015年に『ZARDの楽曲を “永遠のスタンダード・ナンバー” としてZARD世代だけでは無く、知らない世代にも永遠に歌い継いで欲しい。』『坂井さんが亡くなり、新しい音源が生まれない今、手元にある全てを出し尽くした。』と言う意義から、ZARDのデビューから25周年にあたる翌2016年には、実質的に “最後” のベストアルバムとして『ZARD Forever Best 〜25th Anniversary〜』が発売となった。

## バイオグラフィ
- 1990年
  - 当時本名でモデルとして活動していた坂井泉水（モデル時代の略歴は本人の項を参照）が、当時B'zやTUBEのプロデューサーだった長戸大幸と出会い、ZARDという新しい音楽グループをスタートさせる。
- 1991年
  - 2月10日、1stシングル「Good-bye My Loneliness」でデビュー。デビューシングルにしてオリコン最高位9位を記録。
  - 3月27日、1stオリジナルアルバム『Good-bye My Loneliness』発売。
  - 6月25日、2ndシングル『不思議ね…』発売。カップリングの「素直に言えなくて」は坂井泉水作曲。
  - 11月3日、東海大学開発工学部第1回 愛鷹祭（沼津校舎学園祭）にて初ライブを行う。当日のオープニングアクトは、同じビーイングからデビューしていた関ゆみ子が務めた。
  - 11月6日、3rdシングル『もう探さない』発売。
  - 12月25日、2ndアルバム『もう探さない』発売。この頃に町田文人、星弘泰、道倉康介、池澤公隆がメンバーに加入。
- 1992年
  - 3月、第6回日本ゴールドディスク大賞「THE BEST 5 NEW ARTIST OF THE YEAR」受賞。
  - 4月23日、NACK5「I LOVE CITY」のスペシャル番組のパーソナリティーを担当。
  - 8月5日、4thシングル『眠れない夜を抱いて』発売。ZARDの下地を作る。以降、45thシングル『素直に言えなくて』までシングルは全てTOP10入り。
  - 8月7日、テレビ朝日系『ミュージックステーション』でテレビ初出演。「眠れない夜を抱いて」を披露。
  - 9月2日、3rdオリジナルアルバム『HOLD ME』発売。アルバムで自身初のTOP10入り。以降、8thアルバム『永遠』までオリジナルアルバム連続ミリオン（ベストアルバムを入れれば『ZARD BEST 〜Request Memorial〜』まで9作連続100万枚売上達成）。
  - 9月9日、5thシングル『IN MY ARMS TONIGHT』発売。
- 1993年
  - この年のオリコンアーティストトータルセールス1位となった。
  - 1月27日、6thシングル『負けないで』発売。前年のブレイクの影響や、事前にドラマタイアップとして流れていたこともあり初登場2位と自身初のTOP3入りを果たし、4週目にして初の首位を獲得。初のミリオンヒット。年間チャート6位。
  - 2月5日、テレビ朝日系『ミュージックステーション』にて音楽番組出演。以降音楽番組へ出演することはなく、結果的な最後の出演となった。
  - 4月21日、7thシングル『君がいない』発売。
  - 5月19日、8thシングル『揺れる想い』発売。自身初のオリコン初登場1位獲得。2週連続1位。売上100万枚を記録。年間チャート9位。
  - 6月9日、ZYYG,REV,ZARD＆WANDS featuring 長嶋茂雄名義で『果てしない夢を』発売。
  - 7月10日、4thオリジナルアルバム『揺れる想い』発売。アルバムでは自身初の首位獲得（通算5週）。年間チャート1位獲得。
  - 9月4日、9thシングル『もう少し あと少し…』発売。
  - 11月3日、10thシングル『きっと忘れない』発売。初登場1位獲得。
- 1994年
  - 2月2日、11thシングル『この愛に泳ぎ疲れても／Boy』発売。初の両A面シングル。初登場1位獲得。
  - 3月、「負けないで」が春の選抜高校野球入場曲に選ばれる。
  - 3月、第8回日本ゴールドディスク大賞「THE BEST 5 NEW ARTIST OF THE YEAR」受賞。『負けないで』が「BEST SINGLE OF THE YEAR」受賞。
  - 6月4日、5thオリジナルアルバム『OH MY LOVE』発売。売上200万枚を記録。年間チャート5位。
  - 8月8日、12thシングル『こんなにそばに居るのに』発売。初登場1位獲得。
  - 12月25日、13thシングル『あなたを感じていたい』発売。
- 1995年
  - 2月1日、14thシングル『Just believe in love』発売。
  - 3月、日本ゴールドディスク大賞で『OH MY LOVE』が、アルバム賞・ロック・フォーク女性部門を受賞。
  - 3月10日、6thオリジナルアルバム『forever you』発売。ミリオンヒットを達成し年間チャート4位。
  - 6月5日、15thシングル『愛が見えない』発売。
  - 8月9日、「渋谷フォーラム8」で行われた有線試聴会にサプライズゲスト出演。有線モニターの女性を対象に事前告知なく、昼の部と夜の部ともに50名ずつ計100名のファンと握手を交わして花を手渡した。花は坂井がセレクトしたカラーとトルコキキョウにスカビオサ。
  - 8月28日、16thシングル『サヨナラは今もこの胸に居ます』発売。初登場1位獲得。カップリングの「眠り」は坂井泉水作曲。
- 1996年
  - 1月8日、17thシングル『マイ フレンド』発売。初登場1位獲得。自身3度目の売上100万枚を記録。
  - 5月6日、18thシングル『心を開いて』発売。初登場1位獲得。
  - 7月8日、7thオリジナルアルバム『TODAY IS ANOTHER DAY』発売。ミリオンヒットを達成し年間チャート12位。
- 1997年
  - この年の後半に「負けないで」が高校の教科書に掲載された。
  - 1月6日、19thシングル『Don't you see!』発売。初登場1位獲得。
  - 2月26日、20thシングル『君に逢いたくなったら…』発売。
  - 4月23日、セレクションアルバム『ZARD BLEND 〜SUN&STONE〜』発売。売上200万枚を記録。年間5位。
  - 7月2日、21stシングル『風が通り抜ける街へ』発売。
  - 8月20日、22ndシングル『永遠』発売。初登場1位獲得。「失楽園」の主題歌となり、TOP10に6週間ランクインした。
  - 12月3日、23rdシングル『My Baby Grand 〜ぬくもりが欲しくて〜』発売。
- 1998年
  - 3月、第12回日本ゴールドディスク大賞で『ZARD BLEND 〜SUN&STONE〜』が「ロック・アルバム・オブ・ザ・イヤー」受賞。
  - 3月4日、24thシングル『息もできない』発売。
  - 9月17日、25thシングル『運命のルーレット廻して』発売。初登場1位獲得。
  - 12月2日、26thシングル『新しいドア〜冬のひまわり〜」、27thシングル『GOOD DAY」同時発売。
- 1999年
  - シングル・アルバム・コラボレートを合わせて8枚リリース。さらに初ライブを実施。
  - 2月17日、8thオリジナルアルバム『永遠』発売。ミリオンヒットを達成し年間19位。
  - 4月7日、28thシングル『MIND GAMES』発売。初登場1位獲得。
  - 5月28日、ベストアルバム『ZARD BEST The Single Collection 〜軌跡〜』発売。初動売上が100万枚を記録。累計売上は300万枚を突破し、年間オリコンアルバムチャート2位を獲得した。歴代アルバム19位。またこれと同時にファンクラブ「WEZARD」設立。
  - 6月16日、29thシングル『世界はきっと未来の中』発売。
  - 8月31日、ベストアルバム購入者から抽選された600名を招待して、クルーズ客船「ぱしふぃっくびいなす」で初の単独ライブを行う。応募総数は100万通をはるかに越えた。
  - 9月15日、ベストアルバム『ZARD BEST 〜Request Memorial〜』発売。ミリオンヒットを達成し年間14位。
  - 9月15日、小西康陽とのコラボレートで「Can't Take My Eyes Off Of You』発売。
  - 10月14日、30thシングル『痛いくらい君があふれているよ』発売。最後の8cmシングル。
  - 12月1日、31stシングル『この涙 星になれ』発売。ここからマキシシングルに移行。
- 2000年
  - 1月26日、ライブアルバム『ZARD Cruising & Live 〜限定盤ライヴCD〜』発売。30万枚限定発売。
  - 3月、第14回日本ゴールドディスク大賞で、アルバム『永遠』『ZARD BEST The Single Collection 〜軌跡〜』『ZARD BEST 〜Request Memorial〜』が「ロック・アルバム・オブ・ザ・イヤー」を初の3枚同時受賞。
  - 3月26日、IMPホールでファンクラブイベントを開催。グッズ販売の他、クイズ大会などが催され、クイズの優勝者には坂井直筆のサインと、坂井泉水とその場で電話による会話ができるという特典があった。また当時の未発表曲（「promised you」）が流された。
  - 9月6日、32ndシングル『Get U're Dream』発売。シドニーオリンピックのテーマソング(NHK)として、24万枚以上を売り上げる。
  - 11月15日、33rdシングル『promised you』発売。
- 2001年
  - デビュー10周年。この年の後半から翌年にかけて坂井泉水が体調を崩し、休養を取り、1年間音楽制作がなくなる。
  - 2月15日、デビュー10周年記念9thオリジナルアルバム『時間の翼』発売。製作スタッフや事務所アーティストが相次いでビーイングを離れていった時期であり、作風も今までとは異なりリズムパートは打ち込み音のシンプルなものが多くなった。また、体調不良により表題曲が未完成などの問題もあり、後に坂井の意向により廃盤となった。
  - 11月21日、セレクションアルバム『ZARD BLEND II 〜LEAF&SNOW〜』発売。このアルバムも製作発表当時はボーカルを新録し、ストリングスを施したリアレンジアルバムとなる予定だったが、坂井の体調不良もあり製作が難航。発売直前にボーカルとアレンジはそのままに、リマスターを行うのみに留まることが公式サイトで明かされ、坂井の体調不良は公には知らされていなかったため、新音源を待ち望んでいたファンからは少なからず抗議や非難を受けた。このためアルバム内にお詫びの冊子が封入される事態となった。
- 2002年
  - 「第二章をスタート」というキャッチフレーズで活動再開。
  - 1月30日、コラボレーションシングル『ときめきメモリアル SOUND BLEND 〜featuring ZARD〜』発売。
  - 5月22日、34thシングル『さわやかな君の気持ち』発売。実に1年半ぶりのシングルとなった。
  - 5月末、ファンクラブのWEZARD、B-TOWN限定で、シングルCDコレクション『ZARD PREMIUM BOX 1991-2001 SINGLE COLLECTION』発売。
- 2003年
  - 本格的に活動再開。2004年のライブツアーまでコンスタントにCDリリースを続ける。
  - 3月27日、hills パン工場のTHURSDAY LIVEで、滴草由実のライブにサプライズゲストとして参加。ボーイズ・タウン・ギャングの「CAN'T TAKE MY EYES OFF OF YOU」とブロンディーの「CALL ME」の洋楽カバー2曲を滴草のコーラス付で披露した。
  - 4月9日、35thシングル『明日を夢見て』発売。
  - 7月9日、36thシングル『瞳閉じて』発売。
  - 8月27日、【TAK MATSUMOTO featuring ZARD】名義で「異邦人』発売。4週に渡りTOP10をキープするロングヒットとなり15万枚を売り上げた。
  - 11月12日、37thシングル『もっと近くで君の横顔見ていたい』発売。この作品で、シングルTOP10入り作品数が通算35作を達成し、女性アーティスト歴代単独1位を獲得した（この時点では総合歴代5位）。
- 2004年
  - 1月28日、10thオリジナルアルバム『止まっていた時計が今動き出した』発売。当時ドラマで起用されリバイバルヒットしていたクイーン (バンド)のベスト盤に阻まれ、オリジナルアルバムの連続1位獲得がこの作品で途切れる。
  - 3月2日、自身初の全国ツアー『What a beautiful moment Tour』敢行。全11公演。7月23日に日本武道館でファイナルを迎える。これが坂井存命中のものとしては最後のライブとなった。
    - 3月2日 大阪フェスティバルホール
    - 3月8, 9日 東京国際フォーラムホールA
    - 4月5日 神戸国際会館こくさいホール
    - 4月8日 パシフィコ横浜
    - 4月30日 大阪フェスティバルホール
    - 5月8日 青森市文化会館
    - 5月10日 仙台サンプラザホール
    - 6月2日 名古屋センチュリーホール
    - 6月11日 福岡サンパレス
    - 7月23日 日本武道館

  - 6月23日、38thシングル『かけがえのないもの』発売。ライブツアー期間中に発売が告知された。
  - 11月24日、39thシングル『今日はゆっくり話そう』発売。
- 2005年
  - 4月20日、40thシングル『星のかがやきよ／夏を待つセイル（帆）のように』発売。11年ぶりの両A面シングル。29thシングル『世界はきっと未来の中」以来5年ぶりのTOP3入り。
  - 6月8日、自身初のDVD『What a beautiful moment』発売。音楽・総合部門共に初登場1位獲得。2005年年間音楽DVD部門11位。
  - 9月7日、11thオリジナルアルバム『君とのDistance』発売。最後のオリジナルアルバムとなった。
- 2006年
  - デビュー15周年。大きな活動は行われなかったが、久々のベストアルバム、15年の活動を集めたDVDが発売され共にオリコン1位を獲得した。
  - 3月8日、41stシングル『悲しいほど貴方が好き／カラッといこう!』発売。
  - 4月9日、「恵比寿ロビンズクラブ（フレンチレストラン。チャペルやガーデンも備えた複合レストランであった）」（2014年7月26日閉業）においてPV撮影が行われた。撮影終了直後の晩、坂井は腹部の激痛による体調の急変で救急搬送された。「ハートに火をつけて」のPVの中で、僅かであるがチャペルで白いドレスを身につけたその日の坂井の動画が盛り込まれており、ZARD 坂井泉水にとって事実上それが生前最後の映像となった。2015年現在、この撮影に関する状況の更なる詳細や、PVに使われなかった部分の生前最後の映像の有無について公にされていない。
  - 5月10日、42ndシングル『ハートに火をつけて』発売。カップリングの「君へのブルース」は坂井泉水作曲。
  - 6月、坂井泉水が子宮頸（けい）癌と診断される。
  - 10月25日、ベストアルバム『Golden Best 〜15th Anniversary〜』発売。アルバムでは5年8ヶ月ぶりの1位獲得。2006年年間26位、2007年年間19位。
  - 10月25日、初のビジュアル映像集『ZARD Le Portfolio 1991-2006』発売。音楽・総合部門共に初登場1位獲得。2006年年間音楽DVD部門17位、2007年年間音楽DVD部門16位。歴代音楽DVD46位。
- 2007年
  - 4月、坂井泉水の癌が肺に転移し、再入院。
  - 5月27日、坂井泉水、転落による脳挫傷により死去（40歳）。（坂井泉水の項目参照）。

### 坂井泉水死去後の出来事
- 2007年
  - 8月15日、追悼盤CDとして生前、坂井泉水が選曲したセレクションアルバム『Soffio di vento 〜Best of IZUMI SAKAI Selection〜』、スタッフ選曲によるセレクションアルバム『Brezza di mare 〜dedicated to IZUMI SAKAI〜』、オフィシャルブック『きっと忘れない』発売。
  - 9月6日、7日、大阪フェスティバルホールにて、9月14日には日本武道館にて追悼ライブ「What a beautiful memory」開催。
  - 12月12日、43rdシングル『グロリアス マインド」発売（10月15日から『名探偵コナン』のオープニングテーマとして放送開始）。
  - 12月31日、フィルムコンサートをNHK大阪ホールで開催。コンサートの一部は第58回NHK紅白歌合戦（NHK、NHK紅白歌合戦）で生中継された[34]。映像は4:3の画角で、全編にわたってモノクロである。
- 2008年
  - 1月14日、坂井が生前、何度も主題歌を手掛けた『名探偵コナン』のオープニングテーマに「Good-bye My Loneliness」のカップリング曲だった「愛は暗闇の中で」がリアレンジされ、採用された。
  - 1月19日、「What a beautiful memory 2008」ツアー開始。全国13ヶ所15公演。
  - 1月23日、当初は2007年秋発売予定だったものの、発売が延期されていたファンのリクエストによるベストアルバム『ZARD Request Best 〜beautiful memory〜』が発売。初登場1位を獲得。アルバムでは『Golden Best 〜15th Anniversary〜』以来1年3か月ぶりのオリコン1位獲得。これによりオリコンアルバムチャート1位獲得作が11枚目となり、女性ヴォーカルグループのものとしてはDREAMS COME TRUEと並び発売の時点で最多となる。2008年年間47位。
  - 4月9日、44thシングル『翼を広げて／愛は暗闇の中で』発売。前作に続いて初動売り上げが5万枚を超えオリコンチャート初登場3位を記録。これによりシングルトップ10獲得数が42作になり、2008年4月の時点でB'z、サザンオールスターズ、SMAPと並んで歴代トップとなった。
  - 5月28日、シングルCDコレクション『ZARD PREMIUM BOX 1991-2008　Complete Single Collection』発売。
  - 8月30日、大阪城ホールで開催された「名探偵コナン夏祭り 〜夢の初ライブ〜」で、フィルムコンサート。
- 2009年
  - 5月15日・5月16日、3回忌ライブ『What a beautiful memory 2009』を堂島リバーフォーラムで開催。
  - 5月27日、三回忌に45thシングル『素直に言えなくて」をリリース。ZARDのシングルとしては初のノンタイアップのシングルとなっており、表題曲のコーラスに倉木麻衣が参加した。3回忌ライブ「What a beautiful memory 2009」を日本武道館で開催。
- 2010年
- いずれもオルゴールCDで、公式ウェブサイトに記載があるもの。
  - 6月30日ZARD関連・企画商品『Feeling ZARD orgel Collection vol.1 〜揺れる想い〜』発売。
  - 5月15日、5月27日、『ZARD Screen Harmony 2010』大阪・東京で開催。
  - 8月25日同、『Feeling ZARD orgel Collection vol.2 〜負けないで〜』発売。
  - 10月27日同、『Feeling ZARD orgel Collection vol.3 〜きっと忘れない〜』発売。
  - 12月22日同、『Feeling ZARD orgel Collection vol.4 〜あの微笑みを忘れないで〜』発売。
- 2011年
  - 2月10日、デビュー20周年を記念し、カップリング曲を含む全てのシングルに収録された楽曲と、参加シングル作品計100曲を収録した『ZARD SINGLE COLLECTION 〜20th ANNIVERSARY〜』が発売。未発表写真を含む20周年記念写真集『ZARD Portfolio du 20eme anniversaire』（全4集）と同時発売。
  - 8月10日、デビュー20周年の坂井泉水の命日5月27日に行われたZARDラストライブ“What a beautiful memory 〜forever you〜”の公演を収録した2枚組DVD『ZARD "What a beautiful memory 〜forever you〜"』発売。音楽・総合部門共に初登場1位獲得。
  - 12月27日、『ZARD OFFICIAL YouTube CHANNEL』を開設。
- 2012年
  - 1月1日、1stアルバム『Good-bye My Lonelliness』から最後のオリジナルアルバム『君とのDistance』までのオリジナルアルバム11作と未発表音源及びレア音源を収録したプレミアムディスクを含む、全12枚・全128曲を収録した『ZARD ALBUM COLLECTION 〜20th ANNIVERSARY〜』が発売。
  - 2月4日、2月5日、ZARDフィルムコンサート『ZARD Screen Harmony 2012 ～Last Memories～』東京・大阪で開催。
- 2013年
  - 5月、坂井泉水の7回忌のメモリアルフィルム・コンサート『ZARD Film of 7th Memorial ～君に逢いたくなったら～』開催。4,400人を動員。
- 2014年
  - 過去にも教科書に採用され話題となった『負けないで』が4月より高校の英語の教科書での採用も決定し、全国400校の高校で使われる教科書『MY WAY　English Communication II』。負けないでは『An Encouraging Song』というタイトルで英文化。坂井泉水としての言葉も英文でテキスト化されている。
  - 5月25日、5月26日、ZARDデビュー23周年、フィルム・コンサート『ZARD Screen Harmony 2014』東京・大阪で開催。
  - 12月に、ファンの要望で神奈川県秦野市曲松にある小田急小田原線渋沢駅の上りと下りの駅メロにZARDの2種類の曲が使われることが決まった
- 2015年
  - 5月25日、5月27日、ZARDデビュー24周年、フィルム・コンサート『ZARD Screen Harmony 2015』を東京・大阪で開催。
  - 12月31日、デビュー25周年のキックオフイベントとして、パシフィコ横浜国立大ホールにて「ZARD 25th Anniversary Eve 〜Screen Harmony & Gallery〜」を開催。
- 2016年
  - 2月10日、デビュー25周年を記念したオールタイムベストアルバム『ZARD Forever Best 〜25th Anniversary〜』を発売。
  - 4月27日、初のミュージック・ビデオ集『ZARD MUSIC VIDEO COLLECTION 〜25th ANNIVERSARY〜』を発売。
  - 5月21日、5月26日、5月27日にデビュー25周年を記念して約5年振りとなる追悼ライブ「What a beautiful memory 〜25th Anniversary〜」を大阪・東京にて開催。
  - 5月18日、ZARDの縁がある作家陣がリアレンジした企画アルバム『d-project with ZARD』を発売。
  - 12月7日、デビュー25周年を締めくくる追悼ライブ『ZARD 25th Anniversary LIVE “What a beautiful memory”』を5年振りのライブ映像作品として発売[35]。
- 2017年
  - 2月10日、デビュー26周年に当たる日に全国各地の映画館で上映される6年ぶりのフィルムライブ「ZARD Screen Harmony Live 〜25th Anniversary → Forever...!」開催。ライブ・サラウンドを意識した臨場感を放つ為、初のドルビーサウンド・ドルビーアトモスと言うシステムが採用されている。
  - 5月26・27日、坂井泉水の死から10回忌を迎えるにあたり、献花台が東京と大阪の2箇所で設置された。また、上記に開催されたフィルムライブのアンコール上映も命日に東京と大阪で開催された。

## ディスコグラフィ

### 特記事項
- ZARDはこれまでに11枚のスタジオ・アルバム、4枚のコンピレーションアルバム、6枚のベストアルバム、1枚のライブアルバム、45枚のCDシングル、8つの映像作品、3つのボックスセットを発表している。このうち坂井泉水の没後に発表されたのはCDシングル3枚、コンピレーションアルバム2枚、ベストアルバム2枚、映像作品6作、ボックスセット3作である。
- 2019年4月時点でのシングル売上は1773.3万枚、アルバム売上は1990万枚となっており、CD総売上枚数3763.3万枚を誇る。この記録は平成時代のアーティスト別トータルセールスランキングで8位となっている[36]。
- 自身最大の売上を記録したアルバム『ZARD BEST The Single Collection〜軌跡〜』はこれまでに303.4万枚以上を売り上げており、オリコン調べによる歴代アルバムランキングでは20位にランクインしている。没後も高い人気を誇り、2016年発表の “決定版” ベスト『ZARD Forever Best 〜25th Anniversary〜』は20万枚に届く売り上げを記録した。
- デビュー35周年イヤー企画の第一弾として、2008年以来16年ぶりとなる、ファンによるリクエスト投票の上位35曲が選曲された、およそ9年ぶりのベスト盤『ZARD Best Request 〜35th Anniversary〜』が2025年2月10日にリリース。

### シングル

#### CDシングル
| 枚                      | 発売日         | タイトル                                  | 楽曲制作                                                                               | カップリング曲           | 規格                            | 規格品番                | 最高位    | 認定      | 累計枚数                                    | 初収録アルバム                         |
| ----------------------- | -------------- | ----------------------------------------- | -------------------------------------------------------------------------------------- | ------------------------ | ------------------------------- | ----------------------- | --------- | --------- | ------------------------------------------- | -------------------------------------- |
| 1st                     | 1991年2月10日  | Good-bye My Loneliness                    | 作詞：坂井泉水 作曲：織田哲郎 編曲：明石昌夫                                           | 愛は暗闇の中で           | 8cm CD                          | PODH-1029（廃盤）       | 9位       | ゴールド  | 209,873枚                                   | Good-bye My Loneliness                 |
| 1st                     | 1991年2月10日  | Good-bye My Loneliness                    | 作詞：坂井泉水 作曲：織田哲郎 編曲：明石昌夫                                           | 愛は暗闇の中で           | 8cm CD                          | BGDH-1010（再発盤）     | 9位       | ゴールド  | 209,873枚                                   | Good-bye My Loneliness                 |
| 1st                     | 1991年2月10日  | Good-bye My Loneliness                    | 作詞：坂井泉水 作曲：織田哲郎 編曲：明石昌夫                                           | 愛は暗闇の中で           | カセットテープ                  | POSH-1029（廃盤）       | 9位       | ゴールド  | 209,873枚                                   | Good-bye My Loneliness                 |
| 1st                     | 2020年2月10日  | Good-bye My Loneliness                    | 作詞：坂井泉水 作曲：織田哲郎 編曲：明石昌夫                                           | 愛は暗闇の中で           | 12cm CD                         | JBCJ-6017（再発現行盤） | 9位       | ゴールド  | 209,873枚                                   | Good-bye My Loneliness                 |
| 2nd                     | 1991年6月25日  | 不思議ね…                                 | 作詞：坂井泉水 作曲：織田哲郎 編曲：明石昌夫                                           | 素直に言えなくて         | 8cm CD                          | PODH-1040（廃盤）       | 30位      |           | 31,090枚                                    | もう探さない                           |
| 2nd                     | 1991年6月25日  | 不思議ね…                                 | 作詞：坂井泉水 作曲：織田哲郎 編曲：明石昌夫                                           | 素直に言えなくて         | 8cm CD                          | BGDH-1011（再発盤）     | 30位      |           | 31,090枚                                    | もう探さない                           |
| 2nd                     | 1991年6月25日  | 不思議ね…                                 | 作詞：坂井泉水 作曲：織田哲郎 編曲：明石昌夫                                           | 素直に言えなくて         | カセットテープ                  | POSH-1040（廃盤）       | 30位      |           | 31,090枚                                    | もう探さない                           |
| 2nd                     | 2020年2月10日  | 不思議ね…                                 | 作詞：坂井泉水 作曲：織田哲郎 編曲：明石昌夫                                           | 素直に言えなくて         | 12cm CD                         | JBCJ-6018（再発現行盤） | 30位      |           | 31,090枚                                    | もう探さない                           |
| 3rd                     | 1991年11月6日  | もう探さない                              | 作詞：坂井泉水 作曲：織田哲郎 編曲：明石昌夫                                           | こんなに愛しても         | 8cm CD                          | PODH-1060（廃盤）       | 39位      |           | 36,940枚                                    | もう探さない                           |
| 3rd                     | 1991年11月6日  | もう探さない                              | 作詞：坂井泉水 作曲：織田哲郎 編曲：明石昌夫                                           | こんなに愛しても         | 8cm CD                          | BGDH-1012（再発盤）     | 39位      |           | 36,940枚                                    | もう探さない                           |
| 3rd                     | 1991年11月6日  | もう探さない                              | 作詞：坂井泉水 作曲：織田哲郎 編曲：明石昌夫                                           | こんなに愛しても         | カセットテープ                  | POSH-1060（廃盤）       | 39位      |           | 36,940枚                                    | もう探さない                           |
| 3rd                     | 2020年2月10日  | もう探さない                              | 作詞：坂井泉水 作曲：織田哲郎 編曲：明石昌夫                                           | こんなに愛しても         | 12cm CD                         | JBCJ-6019（再発現行盤） | 39位      |           | 36,940枚                                    | もう探さない                           |
| 4th                     | 1992年8月5日   | 眠れない夜を抱いて                        | 作詞：坂井泉水 作曲：織田哲郎 編曲：明石昌夫・池田大介                                 | Dangerous Tonight        | 8cm CD                          | PODH-1087（廃盤）       | 8位       | プラチナ  | 458,480枚                                   | HOLD ME                                |
| 4th                     | 1992年8月5日   | 眠れない夜を抱いて                        | 作詞：坂井泉水 作曲：織田哲郎 編曲：明石昌夫・池田大介                                 | Dangerous Tonight        | 8cm CD                          | BGDH-1013（再発盤）     | 8位       | プラチナ  | 458,480枚                                   | HOLD ME                                |
| 4th                     | 1992年8月5日   | 眠れない夜を抱いて                        | 作詞：坂井泉水 作曲：織田哲郎 編曲：明石昌夫・池田大介                                 | Dangerous Tonight        | カセットテープ                  | POSH-1087（廃盤）       | 8位       | プラチナ  | 458,480枚                                   | HOLD ME                                |
| 4th                     | 2020年2月10日  | 眠れない夜を抱いて                        | 作詞：坂井泉水 作曲：織田哲郎 編曲：明石昌夫・池田大介                                 | Dangerous Tonight        | 12cm CD                         | JBCJ-6020（再発現行盤） | 8位       | プラチナ  | 458,480枚                                   | HOLD ME                                |
| 5th                     | 1992年9月9日   | IN MY ARMS TONIGHT                        | 作詞：坂井泉水 作曲：春畑道哉 編曲：明石昌夫                                           | 汗の中でCRY              | 8cm CD                          | PODH-1094（廃盤）       | 9位       | ゴールド  | 321,810枚                                   | 揺れる想い                             |
| 5th                     | 1992年9月9日   | IN MY ARMS TONIGHT                        | 作詞：坂井泉水 作曲：春畑道哉 編曲：明石昌夫                                           | 汗の中でCRY              | 8cm CD                          | BGDH-1014（再発盤）     | 9位       | ゴールド  | 321,810枚                                   | 揺れる想い                             |
| 5th                     | 1992年9月9日   | IN MY ARMS TONIGHT                        | 作詞：坂井泉水 作曲：春畑道哉 編曲：明石昌夫                                           | 汗の中でCRY              | カセットテープ                  | POSH-1094（廃盤）       | 9位       | ゴールド  | 321,810枚                                   | 揺れる想い                             |
| 5th                     | 2020年2月10日  | IN MY ARMS TONIGHT                        | 作詞：坂井泉水 作曲：春畑道哉 編曲：明石昌夫                                           | 汗の中でCRY              | 12cm CD                         | JBCJ-6021（再発現行盤） | 9位       | ゴールド  | 321,810枚                                   | 揺れる想い                             |
| 6th                     | 1993年1月27日  | 負けないで                                | 作詞：坂井泉水 作曲：織田哲郎 編曲：葉山たけし                                         | Stray Love               | 8cm CD                          | PODH-1137（廃盤）       | 1位       | ミリオン  | 1,645,552枚                                 | 揺れる想い                             |
| 6th                     | 1993年1月27日  | 負けないで                                | 作詞：坂井泉水 作曲：織田哲郎 編曲：葉山たけし                                         | Stray Love               | 8cm CD                          | BGDH-1031（再発盤）     | 1位       | ミリオン  | 1,645,552枚                                 | 揺れる想い                             |
| 6th                     | 1993年1月27日  | 負けないで                                | 作詞：坂井泉水 作曲：織田哲郎 編曲：葉山たけし                                         | Stray Love               | カセットテープ                  | POSH-1137（廃盤）       | 1位       | ミリオン  | 1,645,552枚                                 | 揺れる想い                             |
| 6th                     | 2020年2月10日  | 負けないで                                | 作詞：坂井泉水 作曲：織田哲郎 編曲：葉山たけし                                         | Stray Love               | 12cm CD                         | JBCJ-6022（再発現行盤） | 1位       | ミリオン  | 1,645,552枚                                 | 揺れる想い                             |
| B-Gram RECORDS レーベル |                |                                           |                                                                                        |                          |                                 |                         |           |           |                                             |                                        |
| 7th                     | 1993年4月21日  | 君がいない                                | 作詞：坂井泉水 作曲：栗林誠一郎 編曲：明石昌夫                                         | 私だけ見つめて           | 8cm CD                          | BGDH-1004               | 2位       | ミリオン  | 801,690枚                                   | 揺れる想い                             |
| 7th                     | 2020年2月10日  | 君がいない                                | 作詞：坂井泉水 作曲：栗林誠一郎 編曲：明石昌夫                                         | 私だけ見つめて           | 12cm CD                         | JBCJ-6023（現行盤）     | 2位       | ミリオン  | 801,690枚                                   | 揺れる想い                             |
| 8th                     | 1993年5月19日  | 揺れる想い                                | 作詞：坂井泉水 作曲：織田哲郎 編曲：明石昌夫                                           | Just for you             | 8cm CD                          | BGDH-1005               | 1位       | ミリオン  | 1,396,420枚                                 | 揺れる想い                             |
| 8th                     | 2020年2月10日  | 揺れる想い                                | 作詞：坂井泉水 作曲：織田哲郎 編曲：明石昌夫                                           | Just for you             | 12cm CD                         | JBCJ-6024（現行盤）     | 1位       | ミリオン  | 1,396,420枚                                 | 揺れる想い                             |
| 9th                     | 1993年9月4日   | もう少し あと少し…                        | 作詞：坂井泉水 作曲：栗林誠一郎 編曲：明石昌夫                                         | カナリヤ                 | 8cm CD                          | BGDH-1008               | 2位       | 2プラチナ | 843,880枚                                   | OH MY LOVE                             |
| 9th                     | 2020年2月10日  | もう少し あと少し…                        | 作詞：坂井泉水 作曲：栗林誠一郎 編曲：明石昌夫                                         | カナリヤ                 | 12cm CD                         | JBCJ-6025（現行盤）     | 2位       | 2プラチナ | 843,880枚                                   | OH MY LOVE                             |
| 10th                    | 1993年11月3日  | きっと忘れない                            | 作詞：坂井泉水 作曲：織田哲郎 編曲：明石昌夫                                           | 黄昏にMy Lonely Heart    | 8cm CD                          | BGDH-1016               | 1位       | 2プラチナ | 872,130枚                                   | OH MY LOVE                             |
| 10th                    | 2020年2月10日  | きっと忘れない                            | 作詞：坂井泉水 作曲：織田哲郎 編曲：明石昌夫                                           | 黄昏にMy Lonely Heart    | 12cm CD                         | JBCJ-6026（現行盤）     | 1位       | 2プラチナ | 872,130枚                                   | OH MY LOVE                             |
| 11th                    | 1994年2月2日   | この愛に泳ぎ疲れても/Boy                  | 作詞：坂井泉水 作曲：織田哲郎 (#1)／栗林誠一郎 (#2) 編曲：明石昌夫                     |                          | 8cm CD                          | BGDH-1033               | 1位       | 2プラチナ | 887,190枚                                   | OH MY LOVE                             |
| 11th                    | 2020年2月10日  | この愛に泳ぎ疲れても/Boy                  | 作詞：坂井泉水 作曲：織田哲郎 (#1)／栗林誠一郎 (#2) 編曲：明石昌夫                     | 12cm CD                  | JBCJ-6027（現行盤）             |                         | 1位       | 2プラチナ | 887,190枚                                   | OH MY LOVE                             |
| 12th                    | 1994年8月6日   | こんなにそばに居るのに                    | 作詞：坂井泉水 作曲：栗林誠一郎 編曲：明石昌夫                                         | あなたのせいじゃない     | 8cm CD                          | BGDH-1039               | 1位       | プラチナ  | 787,660枚                                   | forever you                            |
| 12th                    | 2020年2月10日  | こんなにそばに居るのに                    | 作詞：坂井泉水 作曲：栗林誠一郎 編曲：明石昌夫                                         | あなたのせいじゃない     | 12cm CD                         | JBCJ-6028（現行盤）     | 1位       | プラチナ  | 787,660枚                                   | forever you                            |
| 13th                    | 1994年12月24日 | あなたを感じていたい                      | 作詞：坂井泉水 作曲：織田哲郎 編曲：織田哲郎                                           | Take me to your dream    | 8cm CD                          | BGDH-1041               | 2位       | 2プラチナ | 737,910枚                                   | forever you                            |
| 13th                    | 2020年2月10日  | あなたを感じていたい                      | 作詞：坂井泉水 作曲：織田哲郎 編曲：織田哲郎                                           | Take me to your dream    | 12cm CD                         | JBCJ-6029（現行盤）     | 2位       | 2プラチナ | 737,910枚                                   | forever you                            |
| 14th                    | 1995年2月1日   | Just believe in love                      | 作詞：坂井泉水 作曲：春畑道哉 編曲：葉山たけし                                         | Ready,Go!                | 8cm CD                          | BGDH-1042               | 2位       | プラチナ  | 655,960枚                                   | forever you                            |
| 14th                    | 2020年2月10日  | Just believe in love                      | 作詞：坂井泉水 作曲：春畑道哉 編曲：葉山たけし                                         | Ready,Go!                | 12cm CD                         | JBCJ-6030（現行盤）     | 2位       | プラチナ  | 655,960枚                                   | forever you                            |
| 15th                    | 1995年6月5日   | 愛が見えない                              | 作詞：坂井泉水 作曲：小澤正澄 編曲：葉山たけし                                         | Teenage dream            | 8cm CD                          | JBDJ-1003               | 2位       | プラチナ  | 720,790枚                                   | TODAY IS ANOTHER DAY                   |
| 15th                    | 2020年2月10日  | 愛が見えない                              | 作詞：坂井泉水 作曲：小澤正澄 編曲：葉山たけし                                         | Teenage dream            | 12cm CD                         | JBCJ-6031（現行盤）     | 2位       | プラチナ  | 720,790枚                                   | TODAY IS ANOTHER DAY                   |
| 16th                    | 1995年8月28日  | サヨナラは今もこの胸に居ます              | 作詞：坂井泉水 作曲：栗林誠一郎 編曲：葉山たけし                                       | 眠り                     | 8cm CD                          | JBDJ-1006               | 1位       | プラチナ  | 551,260枚                                   | TODAY IS ANOTHER DAY                   |
| 16th                    | 2020年2月10日  | サヨナラは今もこの胸に居ます              | 作詞：坂井泉水 作曲：栗林誠一郎 編曲：葉山たけし                                       | 眠り                     | 12cm CD                         | JBCJ-6032（現行盤）     | 1位       | プラチナ  | 551,260枚                                   | TODAY IS ANOTHER DAY                   |
| 17th                    | 1996年1月8日   | マイ フレンド                             | 作詞：坂井泉水 作曲：織田哲郎 編曲：葉山たけし                                         | 目覚めた朝は…            | 8cm CD                          | JBDJ-1011               | 1位       | ミリオン  | 1,000,620枚                                 | TODAY IS ANOTHER DAY                   |
| 17th                    | 2020年2月10日  | マイ フレンド                             | 作詞：坂井泉水 作曲：織田哲郎 編曲：葉山たけし                                         | 目覚めた朝は…            | 12cm CD                         | JBCJ-6033（現行盤）     | 1位       | ミリオン  | 1,000,620枚                                 | TODAY IS ANOTHER DAY                   |
| 18th                    | 1996年5月6日   | 心を開いて                                | 作詞：坂井泉水 作曲：織田哲郎 編曲：池田大介                                           | Change my mind           | 8cm CD                          | JBDJ-1016               | 1位       | 2プラチナ | 746,990枚                                   | TODAY IS ANOTHER DAY                   |
| 18th                    | 2020年2月10日  | 心を開いて                                | 作詞：坂井泉水 作曲：織田哲郎 編曲：池田大介                                           | Change my mind           | 12cm CD                         | JBCJ-6034（現行盤）     | 1位       | 2プラチナ | 746,990枚                                   | TODAY IS ANOTHER DAY                   |
| 19th                    | 1997年1月6日   | Don't you see!                            | 作詞：坂井泉水 作曲：栗林誠一郎 編曲：葉山たけし                                       | 帰らぬ時間の中で         | 8cm CD                          | JBDJ-1023               | 1位       | プラチナ  | 602,760枚                                   | ZARD BLEND 〜SUN&STONE〜               |
| 19th                    | 2020年2月10日  | Don't you see!                            | 作詞：坂井泉水 作曲：栗林誠一郎 編曲：葉山たけし                                       | 帰らぬ時間の中で         | 12cm CD                         | JBCJ-6035（現行盤）     | 1位       | プラチナ  | 602,760枚                                   | ZARD BLEND 〜SUN&STONE〜               |
| 20th                    | 1997年2月26日  | 君に逢いたくなったら…                     | 作詞：坂井泉水 作曲：織田哲郎 編曲：葉山たけし                                         | 愛を信じていたい         | 8cm CD                          | JBDJ-1024               | 2位       | プラチナ  | 635,840枚                                   | ZARD BLEND 〜SUN&STONE〜               |
| 20th                    | 2020年2月10日  | 君に逢いたくなったら…                     | 作詞：坂井泉水 作曲：織田哲郎 編曲：葉山たけし                                         | 愛を信じていたい         | 12cm CD                         | JBCJ-6036（現行盤）     | 2位       | プラチナ  | 635,840枚                                   | ZARD BLEND 〜SUN&STONE〜               |
| 21st                    | 1997年7月2日   | 風が通り抜ける街へ                        | 作詞：坂井泉水 作曲：織田哲郎 編曲：徳永暁人                                           | 遠い星を数えて           | 8cm CD                          | JBDJ-1029               | 3位       | プラチナ  | 281,130枚                                   | 永遠                                   |
| 21st                    | 2020年2月10日  | 風が通り抜ける街へ                        | 作詞：坂井泉水 作曲：織田哲郎 編曲：徳永暁人                                           | 遠い星を数えて           | 12cm CD                         | JBCJ-6037（現行盤）     | 3位       | プラチナ  | 281,130枚                                   | 永遠                                   |
| 22nd                    | 1997年8月20日  | 永遠                                      | 作詞：坂井泉水 作曲：徳永暁人 編曲：徳永暁人                                           | I can't let go           | 8cm CD                          | JBDJ-1030               | 1位       | プラチナ  | 628,770枚                                   | 永遠                                   |
| 22nd                    | 2020年2月10日  | 永遠                                      | 作詞：坂井泉水 作曲：徳永暁人 編曲：徳永暁人                                           | I can't let go           | 12cm CD                         | JBCJ-6038（現行盤）     | 1位       | プラチナ  | 628,770枚                                   | 永遠                                   |
| 23rd                    | 1997年12月3日  | My Baby Grand 〜ぬくもりが欲しくて〜      | 作詞：坂井泉水 作曲：織田哲郎 編曲：池田大介                                           | Love is Gone             | 8cm CD                          | JBDJ-1031               | 3位       | プラチナ  | 331,840枚                                   | 永遠                                   |
| 23rd                    | 2020年2月10日  | My Baby Grand 〜ぬくもりが欲しくて〜      | 作詞：坂井泉水 作曲：織田哲郎 編曲：池田大介                                           | Love is Gone             | 12cm CD                         | JBCJ-6039（現行盤）     | 3位       | プラチナ  | 331,840枚                                   | 永遠                                   |
| 24th                    | 1998年3月4日   | 息もできない                              | 作詞：坂井泉水 作曲：織田哲郎 編曲：葉山たけし                                         | Vintage                  | 8cm CD                          | JBDJ-1036               | 3位       | プラチナ  | 240,740枚                                   | 永遠                                   |
| 24th                    | 2020年2月10日  | 息もできない                              | 作詞：坂井泉水 作曲：織田哲郎 編曲：葉山たけし                                         | Vintage                  | 12cm CD                         | JBCJ-6040（現行盤）     | 3位       | プラチナ  | 240,740枚                                   | 永遠                                   |
| 25th                    | 1998年9月17日  | 運命のルーレット廻して                    | 作詞：坂井泉水 作曲：栗林誠一郎 編曲：池田大介                                         | 少女の頃に戻ったみたいに | 8cm CD                          | JBDJ-1041               | 1位       | プラチナ  | 247,560枚                                   | 永遠                                   |
| 25th                    | 2020年2月10日  | 運命のルーレット廻して                    | 作詞：坂井泉水 作曲：栗林誠一郎 編曲：池田大介                                         | 少女の頃に戻ったみたいに | 12cm CD                         | JBCJ-6041（現行盤）     | 1位       | プラチナ  | 247,560枚                                   | 永遠                                   |
| 26th                    | 1998年12月2日  | 新しいドア 〜冬のひまわり〜               | 作詞：坂井泉水 作曲：北野正人 編曲：古井弘人                                           |                          | 8cm CD                          | JBDJ-1042               | 3位       | ゴールド  | 205,170枚                                   | 永遠                                   |
| 26th                    | 2020年2月10日  | 新しいドア 〜冬のひまわり〜               | 作詞：坂井泉水 作曲：北野正人 編曲：古井弘人                                           | 12cm CD                  | JBCJ-6042（現行盤）             |                         | 3位       | ゴールド  | 205,170枚                                   | 永遠                                   |
| 27th                    | 1998年12月2日  | GOOD DAY                                  | 作詞：坂井泉水 作曲：綿貫正顕 編曲：池田大介                                           | 8cm CD                   | JBDJ-1043                       | 2位                     | 223,950枚 | ゴールド  |                                             | 永遠                                   |
| 27th                    | 2020年2月10日  | GOOD DAY                                  | 作詞：坂井泉水 作曲：綿貫正顕 編曲：池田大介                                           | 12cm CD                  | JBCJ-6043（現行盤）             | 2位                     | 223,950枚 | ゴールド  |                                             | 永遠                                   |
| 28th                    | 1999年4月7日   | MIND GAMES                                | 作詞：坂井泉水 作曲：綿貫正顕 編曲：綿貫正顕・古井弘人                                 | Hypnosis                 | 8cm CD                          | JBDJ-1046               | 1位       | ゴールド  | 147,130枚                                   | ZARD BEST 〜Request Memorial〜         |
| 28th                    | 2020年2月10日  | MIND GAMES                                | 作詞：坂井泉水 作曲：綿貫正顕 編曲：綿貫正顕・古井弘人                                 | Hypnosis                 | 12cm CD                         | JBCJ-6044（現行盤）     | 1位       | ゴールド  | 147,130枚                                   | ZARD BEST 〜Request Memorial〜         |
| 29th                    | 1999年6月16日  | 世界はきっと未来の中                      | 作詞：坂井泉水 作曲：岩井勇一郎 編曲：徳永暁人・古井弘人・シオジリケンジ               |                          | 8cm CD                          | JBDJ-1047               | 2位       | ゴールド  | 201,410枚                                   | 時間の翼                               |
| 29th                    | 2020年2月10日  | 世界はきっと未来の中                      | 作詞：坂井泉水 作曲：岩井勇一郎 編曲：徳永暁人・古井弘人・シオジリケンジ               | 12cm CD                  | JBCJ-6045（現行盤）             |                         | 2位       | ゴールド  | 201,410枚                                   | 時間の翼                               |
| 30th                    | 1999年10月14日 | 痛いくらい君があふれているよ              | 作詞：坂井泉水 作曲：シオジリケンジ 編曲：シオジリケンジ                               | 8cm CD                   | JBDJ-1049                       | 5位                     |           | 124,730枚 |                                             | 時間の翼                               |
| 30th                    | 2020年2月10日  | 痛いくらい君があふれているよ              | 作詞：坂井泉水 作曲：シオジリケンジ 編曲：シオジリケンジ                               | 12cm CD                  | JBCJ-6046（現行盤）             | 5位                     |           | 124,730枚 |                                             | 時間の翼                               |
| 31st                    | 1999年12月1日  | この涙 星になれ                           | 作詞：坂井泉水 作曲：岩井勇一郎 編曲：古井弘人                                         | 12cm CD                  | お・も・ひ・で                  | 5位                     | JBCJ-1027 | ゴールド  | 129,000枚                                   | 時間の翼                               |
| 32nd                    | 2000年9月6日   | Get U're Dream                            | 作詞：坂井泉水 作曲：大野愛果 編曲：葉山たけし                                         | 12cm CD                  |                                 | JBCJ-1031               | 4位       | プラチナ  | 241,220枚                                   | 時間の翼                               |
| 33rd                    | 2000年11月15日 | promised you                              | 作詞：坂井泉水 作曲：栗林誠一郎 編曲：Cybersound                                       | 12cm CD                  | The only truth I know is you    | JBCJ-1032               | 6位       | ゴールド  | 115,360枚                                   | 時間の翼                               |
| 34th                    | 2002年5月22日  | さわやかな君の気持ち                      | 作詞：坂井泉水 作曲：徳永暁人 編曲：徳永暁人                                           | 12cm CD                  | 抱きしめていて                  | JBCJ-3001               | 4位       | ゴールド  | 69,740枚                                    | 止まっていた時計が今動き出した         |
| 34th                    | 2002年5月22日  | さわやかな君の気持ち                      | 作詞：坂井泉水 作曲：徳永暁人 編曲：徳永暁人                                           | 12cm CD                  | Seven Rainbow                   | JBCJ-3001               | 4位       | ゴールド  | 69,740枚                                    | 止まっていた時計が今動き出した         |
| 35th                    | 2003年4月9日   | 明日を夢見て                              | 作詞：坂井泉水 作曲：大野愛果 編曲：小林哲                                             | 12cm CD                  | 探しに行こうよ                  | JBCJ-6001               | 4位       | ゴールド  | 62,049枚                                    | 止まっていた時計が今動き出した         |
| 36th                    | 2003年7月9日   | 瞳閉じて                                  | 作詞：坂井泉水 作曲：大野愛果 編曲：徳永暁人                                           | 12cm CD                  | 愛しい人よ 〜名もなき旅人よ〜   | JBCJ-6002               | 4位       |           | 44,208枚                                    | 止まっていた時計が今動き出した         |
| 37th                    | 2003年11月12日 | もっと近くで君の横顔見ていたい            | 作詞：坂井泉水 作曲：大野愛果 編曲：池田大介                                           | 12cm CD                  | リセット                        | JBCJ-6004               | 8位       |           | 50,489枚                                    | 止まっていた時計が今動き出した         |
| 38th                    | 2004年6月23日  | かけがえのないもの                        | 作詞：坂井泉水 作曲：大野愛果 編曲：小林哲                                             | 12cm CD                  | 無我夢中                        | JBCJ-4001               | 4位       |           | 46,244枚                                    | 君とのDistance                         |
| 39th                    | 2004年11月24日 | 今日はゆっくり話そう                      | 作詞：坂井泉水 作曲：大野愛果 編曲：徳永暁人                                           | 12cm CD                  | 淡い雪がとけて                  | JBCJ-4002               | 5位       |           | 33,384枚                                    | 君とのDistance                         |
| 39th                    | 2004年11月24日 | 今日はゆっくり話そう                      | 作詞：坂井泉水 作曲：大野愛果 編曲：徳永暁人                                           | 12cm CD                  | 雨が降り出す前に                | JBCJ-4002               | 5位       |           | 33,384枚                                    | 君とのDistance                         |
| 40th                    | 2005年4月20日  | 星のかがやきよ/夏を待つセイル(帆)のように | 作詞：坂井泉水 作曲：大野愛果 編曲：葉山たけし                                         | 12cm CD                  |                                 | JBCJ-6006               | 2位       | ゴールド  | 79,816枚                                    | 君とのDistance                         |
| 41st                    | 2006年3月8日   | 悲しいほど貴方が好き/カラッといこう!      | 作詞：坂井泉水 作曲：大野愛果 編曲：葉山たけし                                         | 12cm CD                  | JBCJ-6007                       | 6位                     |           | 33,957枚  | Brezza di mare 〜dedicated to IZUMI SAKAI〜 |                                        |
| 42nd                    | 2006年5月10日  | ハートに火をつけて                        | 作詞：坂井泉水 作曲：大野愛果 編曲：葉山たけし                                         | 12cm CD                  | 君へのブルース                  | JBCJ-6008（初回限定盤） | 10位      |           | 26,944枚                                    | Golden Best 〜15th Anniversary〜       |
| 42nd                    | 2006年5月10日  | ハートに火をつけて                        | 作詞：坂井泉水 作曲：大野愛果 編曲：葉山たけし                                         | 12cm CD                  | 君へのブルース                  | JBCJ-6009（通常盤）     | 10位      |           | 26,944枚                                    | Golden Best 〜15th Anniversary〜       |
| 43rd                    | 2007年12月12日 | グロリアス マインド                       | 作詞：坂井泉水 作曲：大野愛果 編曲：葉山たけし                                         | 12cm CD                  | 探しに行こうよ (2007 version)   | JBCJ-4003               | 2位       | ゴールド  | 84,027枚                                    | ZARD Request Best 〜beautiful memory〜 |
| 43rd                    | 2007年12月12日 | グロリアス マインド                       | 作詞：坂井泉水 作曲：大野愛果 編曲：葉山たけし                                         | 12cm CD                  | 愛を信じていたい (2007 version) | JBCJ-4003               | 2位       | ゴールド  | 84,027枚                                    | ZARD Request Best 〜beautiful memory〜 |
| 44th                    | 2008年4月9日   | 翼を広げて/愛は暗闇の中で                 | 作詞：坂井泉水 作曲：織田哲郎 (#1)／栗林誠一郎 (#2) 編曲：明石昌夫 (#1)／森下志音 (#2) |                          | CD+DVD                          | JBCJ-6011（初回限定盤） | 3位       | ゴールド  | 83,694枚                                    | ZARD Forever Best 〜25th Anniversary〜 |
| 44th                    | 2008年4月9日   | 翼を広げて/愛は暗闇の中で                 | 作詞：坂井泉水 作曲：織田哲郎 (#1)／栗林誠一郎 (#2) 編曲：明石昌夫 (#1)／森下志音 (#2) | CD                       | JBCJ-6012（通常盤）             |                         | 3位       | ゴールド  | 83,694枚                                    | ZARD Forever Best 〜25th Anniversary〜 |
| 45th                    | 2009年5月27日  | 素直に言えなくて                          | 作詞：坂井泉水 作曲：坂井泉水 編曲：岡本仁志                                           | Hyponsis                 | CD+DVD                          | JBCJ-6013（初回限定盤） | 5位       |           | 49,655枚                                    | ZARD Forever Best 〜25th Anniversary〜 |
| 45th                    | 2009年5月27日  | 素直に言えなくて                          | 作詞：坂井泉水 作曲：坂井泉水 編曲：岡本仁志                                           | Hyponsis                 | CD                              | JBCJ-6014（通常盤）     | 5位       |           | 49,655枚                                    | ZARD Forever Best 〜25th Anniversary〜 |

#### アナログレコード
| リリース日    | タイトル                      | 規格               | 規格品番 | 最高位 | 推定売上 | 初収録アルバム |
| ------------- | ----------------------------- | ------------------ | -------- | ------ | -------- | -------------- |
| 1999年9月15日 | CAN'T TAKE MY EYES OFF OF YOU | 12インチシングル盤 | IJR-3    | 50位   | 6,700枚  | 永遠           |

#### コラボレーション・シングル
| 発売日        | タイトル       | 楽曲制作                                             | カップリング曲                               | アーティスト                               | レーベル           | 規格    | 規格品番  | 最高位 | 認定     | 累計枚数  | 初収録アルバム                           |
| ------------- | -------------- | ---------------------------------------------------- | -------------------------------------------- | ------------------------------------------ | ------------------ | ------- | --------- | ------ | -------- | --------- | ---------------------------------------- |
| 1993年6月9日  | 果てしない夢を | 作詞：上杉昇・坂井泉水 作曲：出口雅之 編曲：明石昌夫 | 雨に濡れて                                   | ZYYG, REV, ZARD & WANDS featuring 長嶋茂雄 | ZAIN RECORDS       | 8cm CD  | ZADL-1007 | 2位    | プラチナ | 726,310枚 | ZARD BEST The Single Collection 〜軌跡〜 |
| 2003年8月27日 | 異邦人         | 作詞：久保田早紀 作曲：久保田早紀 編曲：徳永暁人     | 雨の街を（TAK MATSUMOTO featuring 松田明子） | TAK MATSUMOTO featuring ZARD               | VERMILLION RECORDS | 12cm CD | BMCV-5004 | 3位    |          |           | TAK MATSUMOTO『THE HIT PARADE』          |

### アルバム

#### オリジナル・アルバム
| 1st                     | 1991年3月27日  | Good-bye My Loneliness         | CD             | POCH-1082（廃盤）                                    | 34位 | プラチナ  | 253,740枚      |
| 1st                     | 1991年3月27日  | Good-bye My Loneliness         | CD             | BGCH-1003（再発盤）                                  | 34位 | プラチナ  | 253,740枚      |
| 1st                     | 1991年3月27日  | Good-bye My Loneliness         | カセットテープ | POTH-1082（廃盤）                                    | 34位 | プラチナ  | 253,740枚      |
| 1st                     | 2021年9月15日  | Good-bye My Loneliness         | CD             | JBCJ-9069（再々発現行盤/30th Anniversary Remasterd） | 34位 | プラチナ  | 253,740枚      |
| 2nd                     | 1991年12月25日 | もう探さない                   | CD             | POCH-1111（廃盤）                                    | 36位 | プラチナ  | 333,080枚      |
| 2nd                     | 1991年12月25日 | もう探さない                   | CD             | BGCH-1004（再発盤）                                  | 36位 | プラチナ  | 333,080枚      |
| 2nd                     | 1991年12月25日 | もう探さない                   | カセットテープ | POTH-1111（廃盤）                                    | 36位 | プラチナ  | 333,080枚      |
| 2nd                     | 2021年9月15日  | もう探さない                   | CD             | JBCJ-9070（再々発現行盤/30th Anniversary Remasterd） | 36位 | プラチナ  | 333,080枚      |
| 3rd                     | 1992年9月2日   | HOLD ME                        | CD             | POCH-1145（廃盤）                                    | 2位  | ミリオン  | 1,065,190枚    |
| 3rd                     | 1992年9月2日   | HOLD ME                        | CD             | BGCH-1005（再発盤）                                  | 2位  | ミリオン  | 1,065,190枚    |
| 3rd                     | 1992年9月2日   | HOLD ME                        | カセットテープ | POTH-1145（廃盤）                                    | 2位  | ミリオン  | 1,065,190枚    |
| 3rd                     | 2021年9月15日  | HOLD ME                        | CD             | JBCJ-9071（再々発現行盤/30th Anniversary Remasterd） | 32位 | ミリオン  | 1,065,190枚    |
| B-Gram RECORDS レーベル |                |                                |                |                                                      |      |           |                |
| 4th                     | 1993年7月10日  | 揺れる想い                     | CD             | BGCH-1001                                            | 1位  | 2ミリオン | 2,239,354枚    |
| 4th                     | 2021年9月15日  | 揺れる想い                     | CD             | JBCJ-9072（現行盤/30th Anniversary Remasterd）       | 31位 | 2ミリオン | 2,239,354枚    |
| 5th                     | 1994年6月4日   | OH MY LOVE                     | CD             | BGCH-1014                                            | 1位  | 2ミリオン | 1位2,002,070枚 |
| 5th                     | 2021年9月15日  | OH MY LOVE                     | CD             | JBCJ-9073（現行盤/30th Anniversary Remasterd）       | 35位 | 2ミリオン | 1位2,002,070枚 |
| 6th                     | 1995年3月10日  | forever you                    | CD             | JBCJ-1001                                            | 1位  | ミリオン  | 1,773,930枚    |
| 6th                     | 2021年9月15日  | forever you                    | CD             | JBCJ-9074（現行盤/30th Anniversary Remasterd）       | 48位 | ミリオン  | 1,773,930枚    |
| 7th                     | 1996年7月8日   | TODAY IS ANOTHER DAY           | CD             | JBCJ-1009                                            | 1位  | ミリオン  | 1,655,430枚    |
| 7th                     | 2021年9月15日  | TODAY IS ANOTHER DAY           | CD             | JBCJ-9075（現行盤/30th Anniversary Remasterd）       | 37位 | ミリオン  | 1,655,430枚    |
| 8th                     | 1999年2月17日  | 永遠                           | CD             | JBCJ-1021                                            | 1位  | ミリオン  | 1,149,931枚    |
| 8th                     | 2021年9月15日  | 永遠                           | CD             | JBCJ-9076（現行盤/30th Anniversary Remasterd）       | 43位 | ミリオン  | 1,149,931枚    |
| 9th                     | 2001年2月15日  | 時間の翼                       | CD             | JBCJ-1033（廃盤）                                    | 1位  | プラチナ  | 371,350枚      |
| 9th                     | 2021年9月15日  | 時間の翼 〜30th Anniversary〜  | CD             | JBCJ-9077（現行盤）                                  | 18位 | プラチナ  | 3,899枚        |
| 10th                    | 2004年1月28日  | 止まっていた時計が今動き出した | CD             | JBCJ-9008                                            | 2位  | プラチナ  | 212,494枚      |
| 10th                    | 2021年9月15日  | 止まっていた時計が今動き出した | CD             | JBCJ-9078（現行盤/30th Anniversary Remasterd）       | 36位 | プラチナ  | 212,494枚      |
| 11th                    | 2005年9月7日   | 君とのDistance                 | CD             | JBCJ-9012                                            | 3位  | ゴールド  | 151,840枚      |
| 11th                    | 2021年9月15日  | 君とのDistance                 | CD             | JBCJ-9079（現行盤/30th Anniversary Remasterd）       | 45位 | ゴールド  | 151,840枚      |

#### コンピレーション・アルバム
| 1st  | 1997年4月23日  | ZARD BLEND 〜SUN & STONE〜                        | CD     | JBCJ-1013 | 1位 | 2,004,699枚 | これまでにリリースされた楽曲の中から、初夏・盛夏を中心に選曲した、 自身初のサマーセレクション・アルバム。 |
| 2nd  | 2001年11月21日 | ZARD BLEND II 〜LEAF & SNOW〜                     | CD     | JBCJ-9002 | 4位 | 231,386枚   | 前作同様に、秋冬・早春を中心に選曲した、セレクション・アルバムシリーズの第二弾。 前作はシングル表題曲を選曲に対し、今作は初収録のカップリング楽曲を中心に選曲。                                                                                    |
| 没後 |                |                                                   |        |           |     |             | |
| 3rd  | 2007年8月15日  | Soffio di vento 〜Best of IZUMI SAKAI Selection〜 | CD+DVD | JBCJ-9023 | 2位 | 129,793枚   | 没後に急遽、リリースされた追悼企画アルバム。 生前、坂井が気に入ってた楽曲を中心にスタッフによって施された「Soffio di vento」と、 アルバム未収録となっていたシングル曲やカップリング曲を中心にスタッフが選曲した「Brezza di mare」の2枚でリリース。 |
| 4th  | 2007年8月15日  | Brezza di mare 〜dedicated to IZUMI SAKAI〜       | CD+DVD | JBCJ-9024 | 3位 | 134,826枚   | 没後に急遽、リリースされた追悼企画アルバム。 生前、坂井が気に入ってた楽曲を中心にスタッフによって施された「Soffio di vento」と、 アルバム未収録となっていたシングル曲やカップリング曲を中心にスタッフが選曲した「Brezza di mare」の2枚でリリース。 |

#### ベスト・アルバム
| 枚  | 発売日         | タイトル                                 | 規格                                 | 規格品番                                                  | 最高位 | 累計枚数    |
| --- | -------------- | ---------------------------------------- | ------------------------------------ | --------------------------------------------------------- | ------ | ----------- |
| 1st | 1999年5月28日  | ZARD BEST The Single Collection 〜軌跡〜 | CD                                   | JBCJ-1023                                                 | 1位    | 3,034,054枚 |
| 2nd | 1999年9月15日  | ZARD BEST 〜Request Memorial〜           | CD                                   | JBCJ-1024                                                 | 1位    | 1,496,804枚 |
| 3rd | 2006年10月25日 | Golden Best 〜15th Anniversary〜         | 2CD+DVD                              | JBCJ-9013～14（初回限定盤・AQUA ～Summer～）              | 1位    | 943,349枚   |
| 3rd | 2006年10月25日 | Golden Best 〜15th Anniversary〜         | 2CD+DVD                              | JBCJ-9015～16（初回限定盤・CRYSTAL ～Autumn to Winter～） | 1位    | 943,349枚   |
| 3rd | 2006年10月25日 | Golden Best 〜15th Anniversary〜         | 2CD+DVD                              | JBCJ-9017～18（初回限定盤・DREAM ～Spring～）             | 1位    | 943,349枚   |
| 3rd | 2006年10月25日 | Golden Best 〜15th Anniversary〜         | 2CD                                  | JBCJ-9019～20（通常盤）                                   | 1位    | 943,349枚   |
| 4th | 2008年1月23日  | ZARD Request Best 〜beautiful memory〜   | 2CD+DVD                              | JBCJ-9027～28                                             | 1位    | 229,152枚   |
| 5th | 2016年2月10日  | ZARD Forever Best 〜25th Anniversary〜   | 4CD                                  | JBCJ-9055～58                                             | 4位    | 206,269枚   |
| 5th | 2017年2月8日   | ZARD Forever Best 〜25th Anniversary〜   | 4CD                                  | JBCJ-9055Z（季節限定ジャケット -早春- バージョン）        | 59位   | 2,381枚     |
| 5th | 2017年5月17日  | ZARD Forever Best 〜25th Anniversary〜   | 4CD                                  | JBCJ-9055A（季節限定ジャケット -初夏- バージョン）        | 157位  | 2,381枚     |
| 5th | 2017年8月9日   | ZARD Forever Best 〜25th Anniversary〜   | 4CD                                  | JBCJ-9055R（季節限定ジャケット -盛夏- バージョン）        | 211位  | 2,381枚     |
| 5th | 2017年11月15日 | ZARD Forever Best 〜25th Anniversary〜   | 4CD                                  | JBCJ-9055D（季節限定ジャケット -秋冬- バージョン）        | 199位  | 2,381枚     |
| 5th | 2022年9月28日  | ZARD Forever Best 〜25th Anniversary〜   | 4CD                                  | JBCJ-9055B（-ROSE- バージョンジャケット）                 |        |             |
| 6th | 2025年2月10日  | ZARD Best Request 〜35th Anniversary〜   | 3CD+メモリアルアクリルフォトブロック | JBCJ-9083〜85（完全生産限定盤）                           | 未公表 | 未公表      |
| 6th | 2025年2月10日  | ZARD Best Request 〜35th Anniversary〜   | 3CD                                  | JBCJ-9086〜88（通常盤）                                   | 未公表 | 未公表      |

#### ライブ・アルバム
| 発売日        | タイトル                                | 規格          | 規格品番  | 最高位 | 累計枚数  |
| ------------- | --------------------------------------- | ------------- | --------- | ------ | --------- |
| 2000年1月26日 | ZARD Cruising & Live 〜限定盤ライヴCD〜 | CD+CD-ROM+VHS | JBCJ-1026 | 2位    | 305,550枚 |

#### コラボレーション・アルバム
- ときめきメモリアル SOUND BLEND 〜featuring ZARD〜 （2002年1月30日）
  - オリコン最高32位
  - ZARD BLENDシリーズのデザインを取っているが、新曲2曲（M-1.抱きしめていて、M-2.Seven Rainbow）を含むZARD名義の、実質的にはマキシシングル。ただし、「ときめきメモリアル3」のゲームBGMも収録しているためコラボレーション作品扱いとなっている。なお、今作は現在の所、9thアルバム『時間の翼』と共に廃盤である。その為か、ネットオークションや中古市場では稀だが高価値での取引がされている。

### ボックスセット
|     | 発売日        | タイトル                                              | 規格      | 規格品番  | 最高位 |
| --- | ------------- | ----------------------------------------------------- | --------- | --------- | ------ |
| 1st | 2008年5月28日 | ZARD PREMIUM BOX 1991-2008 Complete Single Collection | 49CD+1DVD | JBCD-2008 | 圏外   |
| 2nd | 2011年2月10日 | ZARD SINGLE COLLECTION 〜20th ANNIVERSARY〜           | 7CD       | JBCD-2011 | 圏外   |
| 3rd | 2012年1月1日  | ZARD ALBUM COLLECTION 〜20th ANNIVERSARY〜            | 12CD      | JBCD-2012 | 26位   |

#### その他
- ZARD CD&DVD COLLECTION（2017年2月8日より全67巻出版）- 出版社・アシェット・コレクションズ・ジャパン株式会社より発売されるZARD初の出版ボックスセット。毎号、坂井泉水の貴重な資料や未公開ショット・インタビュー、代表曲の音源を7(No.61-67),8(No.1~38)曲ずつリマスタリング収録されたCDや秘蔵映像等を収めたDVD(1:biography/39-49:Music Clips～字幕入り～50-60:What a beautiful memory,25th Anniversary Live)が付属される。また、定期購入をすると限定特典スリーブケースが6,7号より毎回付属される合併セット配送となっている。（また、WEZARD/Musing経由期間限定予約特典PC/Smart Phone壁紙Downloadに加え配映像信も実施された。）延長された為専用バインダー（14号分収納可能）も単品(\590)2冊セット(\990)で別途販売。（現在絶版）

### 映像作品
| 枚   | 発売日         | タイトル                                                                       | レーベル       | 規格     | 規格品番      | 最高位 | 累計枚数  | 備考 |
| ---- | -------------- | ------------------------------------------------------------------------------ | -------------- | -------- | ------------- | ------ | --------- | --- |
| 1st  | 2005年6月8日   | What a beautiful moment                                                        | B-VISION       | 2DVD     | ONBD-7040〜41 | 1位    | 159,354枚 | 生前唯一行われた、ZARD初の全国ワンマンツアー。 東京国際フォーラム ホールAの模様を中心とし、各会場の映像とリハーサル風景などを収録。 |
| 2nd  | 2006年10月25日 | ZARD Le Portfolio 1991-2006                                                    | B-VISION       | DVD      | ONBD-7068     | 1位    | 180,027枚 | デビュー15周年記念、初のビジュアル・ビデオ集。 |
| 3rd  | 2011年4月13日  | What a beautiful memory 2007                                                   | B-Gram RECORDS | DVD      | JBBJ-5001     | 16位   | ー        | 没後に行われた、追悼記念ライブ。 親交があったビーイング専属の後輩アーティストやミュージシャンをサポートメンバーとしてゲスト参加させている。 |
| 4th  | 2011年4月13日  | What a beautiful memory 2008                                                   | B-Gram RECORDS | DVD      | JBBJ-5002     | 18位   | ー        | 没後に行われた、追悼記念ライブ。 親交があったビーイング専属の後輩アーティストやミュージシャンをサポートメンバーとしてゲスト参加させている。 |
| 5th  | 2011年4月13日  | What a beautiful memory 2009                                                   | B-Gram RECORDS | DVD      | JBBJ-5003     | 15位   | ー        | 没後に行われた、追悼記念ライブ。 親交があったビーイング専属の後輩アーティストやミュージシャンをサポートメンバーとしてゲスト参加させている。 |
| 6th  | 2011年8月10日  | What a beautiful memory 〜forever you〜                                        | B-Gram RECORDS | 2DVD     | JBBJ-5004-5   | 1位    | ー        | デビュー20周年記念として行われた追悼ライブ。 日本武道館公演の模様を収録。なお坂井は生前にも同会場を訪れているが、商品化の有無は明かされていない。 |
| 7th  | 2016年4月27日  | ZARD MUSIC VIDEO COLLECTION 〜25th ANNIVERSARY〜                               | B-Gram RECORDS | 5DVD     | JBBD-2016     | 2位    | ー        | デビュー25周年記念、自身初のミュージック・ビデオ集。 「ZARD Le Portfolio 1991-2006」とは異なり、これまで行われた追悼ライブ「What a beautiful memory」シリーズの蔵出し映像を中心に収録。また特典ディスクにはオフショット映像なども収録。                                                       |
| 8th  | 2016年12月7日  | ZARD 25th Anniversary LIVE “What a beautiful memory”                           | B-Gram RECORDS | 3DVD     | JBBJ-5006/8   | 3位    | ー        | デビュー25周年記念を締めくくる、アニーバーサリー追悼ライブ。 会場は小規模にし、TOKYO DOME CITY HALLにて行われた。 |
| 9th  | 2020年10月7日  | ZARD LIVE 2004 "What a beautiful moment" 30th Anniversary Year Special Edition | B-Gram RECORDS | Blu-ray  | JBXJ-5001     | 3位    | ー        | デビュー30周年を記念して、生前（2004年）に行われた全国ツアーの模様を初のBlu-ray規格によって再発売。 収録曲などは2005年オリジナル盤と同一だが、ライブ全編シーン（合間にリハーサル風景はなし）に特化させたものとなっている。 なお、合間に収録されたリハーサル風景などは特典映像にまとめて収録。 |
| 10th | 2021年12月15日 | ZARD Streaming LIVE “What a beautiful memory 〜30th Anniversary〜”             | B-Gram RECORDS | 2DVD     | JBBJ-5010/11  | 17位   | ー        | デビュー30周年記念、初の配信ライブイベントの模様を収録。 |
| 10th | 2021年12月15日 | ZARD Streaming LIVE “What a beautiful memory 〜30th Anniversary〜”             | B-Gram RECORDS | 2Blu-ray | JBXJ-5003/4   | 18位   | ー        | デビュー30周年記念、初の配信ライブイベントの模様を収録。 |
| 11th | 2022年10月5日  | ZARD 30th Anniversary LIVE“What a beautiful memory ～軌跡～”                   | B-Gram RECORDS | 2DVD     | JBBJ-5012/3   | 4位    | ー        | デビュー30周年を締めくくる、アニバーサリー追悼ライブ。 前作は新型コロナウイルスの感染拡大に伴って無観客・生配信で行われたが、本作は有観客として東京ガーデンシアター公演の模様を収録。 |
| 11th | 2022年10月5日  | ZARD 30th Anniversary LIVE“What a beautiful memory ～軌跡～”                   | B-Gram RECORDS | 2Blu-ray | JBXJ-5005     | 9位    | ー        | デビュー30周年を締めくくる、アニバーサリー追悼ライブ。 前作は新型コロナウイルスの感染拡大に伴って無観客・生配信で行われたが、本作は有観客として東京ガーデンシアター公演の模様を収録。 |

### 参加作品
※◆は「ZARD」名義のCDには未収録の楽曲。
| 発売日         | タイトル                                                                                      | ZARDの楽曲                                                                                                   |
| -------------- | --------------------------------------------------------------------------------------------- | --- |
| 1992年11月21日 | Various Artists『CDアプリコットKARAOKE (104)』                                                | IN MY ARMS TONIGHT                                                                                           |
| 1994年3月26日  | Various Artists『愛と疑惑のサスペンス エンディングテーマ曲集』                                | この愛に泳ぎ疲れても                                                                                         |
| 1996年3月20日  | Various Artists『スラムダンク テーマソング集』                                                | マイ フレンド                                                                                                |
| 2000年11月29日 | Various Artists『THE BEST OF DETECTIVE CONAN 〜名探偵コナン テーマ曲集〜』                    | 運命のルーレット廻して 少女の頃に戻ったみたいに                                                              |
| 2003年7月21日  | Various Artists『THE BEST OF TV ANIMATION SLAM DUNK 〜Single Collection〜』                   | マイ フレンド                                                                                                |
| 2003年12月10日 | Various Artists『THE BEST OF DETECTIVE CONAN 2 〜名探偵コナン テーマ曲集2〜』                 | 明日を夢見て（シングルバージョンをもとにリミックスされたロンドンリマスタリングバージョン） ◆                 |
| 2004年10月27日 | Various Artists『It's TV SHOW!! 〜TBSテレビ&フジテレビ 主題歌&テーマ曲BEST〜』                | 負けないで                                                                                                   |
| 2005年11月     | Various Artists『COUNTDOWN BEING』                                                            | 君がいない 永遠 負けないで Just believe in love マイ フレンド 揺れる想い 眠れない夜を抱いて 愛が見えない     |
| 2006年12月13日 | Various Artists『THE BEST OF DETECTIVE CONAN 〜The Movie Themes Collection〜』                | 少女の頃に戻ったみたいに 夏を待つセイル(帆)のように                                                          |
| 2008年8月6日   | Various Artists『THE BEST OF DETECTIVE CONAN 3 〜名探偵コナン テーマ曲集3〜』                 | 星のかがやきよ/夏を待つセイル(帆)のように 悲しいほど貴方が好き グロリアス マインド 翼を広げて/愛は暗闇の中で |
| 2009年12月-    | Various Artists『BEST HIT BEING』                                                             | 心を開いて 揺れる想い あなたを感じていたい 君に逢いたくなったら…                                             |
| 2012年10月17日 | Various Artists『MILLION 〜BEST OF 90's J-POP〜 RED』                                         | 揺れる想い                                                                                                   |
| 2014年12月17日 | Various Artists『THE BEST OF TV ANIMATION SLAM DUNK 〜Single Collection〜 HIGH SPEC EDITION』 | マイ フレンド                                                                                                |
| 2017年3月22日  | Various Artists『劇場版 名探偵コナン 主題歌集 〜“20”All Songs〜』                             | 少女の頃に戻ったみたいに 夏を待つセイル(帆)のように 翼を広げて                                               |
| 2020年4月8日   | Various Artists『キミが好きだと叫びたい 〜Love & Yell〜 mixed by DJ和』                       | 負けないで Get U're Dream                                                                                    |
| 2020年12月16日 | Various Artists『 ミリオンデイズ〜あの日のわたしと、歌え。〜 mixed by DJ和』                  | 揺れる想い                                                                                                   |

### 限定版
- Double Front Project Remix「Don't U see!」〔1997年5月24日/Styling Records/ST-0204〕
- ZARD 10周年記念アナログ盤〔2001年4月/FC「WEZARD」優先受注販売/IJR-3〕
- Cool City Production vol.6 ZARD 〜WHAT RARE TRACKS!〜〔2004年3月2日/ライブ会場販売/TCR-018〕
- Cool City Production vol.6 ZARD 〜WHAT RARE TRACKS!〜 Second Edit〔2004年4月30日/ライブ会場販売/TCR-022〕
- Cool City Production vol.6 ZARD 〜WHAT RARE TRACKS!〜 ZARD Edit〔2004年11月/FC「WEZARD」会員限定/Not For Sale〕
- ZARD PREMIUM BOX 1991-2001 SINGLE COLLECTION〔Good-bye My Loneliness〜promised you迄の全シングルコレクション（未発表曲「約束のない恋」を含む）34枚 2002年にはWEZARD限定受注生産販売→2004年の初ライヴ会場で限定販売→通販 (BGV) 限定
- ZARD PREMIUM BOX 2002-2008 SINGLE COLLECTION〔PREMIUM BOX 1991-2001以降に発売された「promised you」〜「翼を広げて／愛は暗闇の中で」のZARDシングル11枚+参加シングル『果てしない夢を」「クリスマス タイム」「LOVE〜眠れずに君の横顔ずっと見ていた〜」「異邦人」の4枚+特典DVD1枚の計16枚（2008年にWEZARD会員限定受注生産として発売）

## 書籍
1. Official Band Score ZARD BLEND 〜SUN&STONE〜（1999年2月17日）
2. Official Band Score 永遠（1999年2月17日）
3. Official Piano & Vocal Score ZARD BEST The Single Collection 〜軌跡〜（1999年5月28日）
4. Official Piano & Vocal Score ZARD BEST 〜Request Memorial〜（1999年9月15日）
5. 坂井泉水ポエトリーセレクション第1弾 揺れる想い（2000年2月6日）
6. 坂井泉水ポエトリーセレクション第2弾 負けないで（2000年6月19日）
7. 坂井泉水ポエトリーセレクション第3弾 マイ フレンド（2000年9月16日）
8. 坂井泉水ポエトリーセレクション第4弾 promised you（2000年12月12日）
9. Official Piano & Vocal Score 時間の翼（2001年2月15日）
10. ZARD 10th Anniversary Book 10° 〜decimo〜（2001年11月21日）
11. ZARD 15th Anniversary 写真集「Le Portfolio -ル・ポルトフォリオ-」(2006年10月25日)
12. きっと忘れない ZARD 〜OFFICIAL BOOK〜（2007年8月15日）
13. ZARD 20周年記念写真集 ZARD Portfolio du 20eme anniversaire 第1集 「揺れる想い」（2011年2月10日）
14. ZARD 20周年記念写真集 ZARD Portfolio du 20eme anniversaire 第2集 「負けないで」（2011年2月10日）
15. ZARD 20周年記念写真集 ZARD Portfolio du 20eme anniversaire 第3集 「きっと忘れない」（2011年2月10日）
16. ZARD 20周年記念写真集 ZARD Portfolio du 20eme anniversaire 第4集 「あの微笑みを忘れないで」（2011年2月10日）
17. Season -ZARD 坂井泉水・詞集I-[38]（2014年5月24日[39]）
18. Today is another day –ZARD 坂井泉水・詞集II–[38]（2014年5月24日）
19. I still remember –ZARD 坂井泉水・詞集III–[38]（2014年5月24日）
20. My Baby Grand –ZARD 坂井泉水・詞集IV–[38]（2014年5月24日）
21. 永遠〜君と僕との間に〜 （2019年10月24日）[40][41]
22. ZARD/坂井泉水〜forever you〜(2020年5月2日)[42]、Musing・ライブ会場限定販売

## タイアップ一覧
- 1st - 44thまでの全シングルのA面にタイアップがついている。

| 楽曲                                             | タイアップ                                                                                      |
| ------------------------------------------------ | ----------------------------------------------------------------------------------------------- |
| Good-bye My Loneliness                           | フジテレビ系ドラマ『結婚の理想と現実』主題歌                                                    |
| Good-bye My Loneliness                           | クラリオン レーザーカラオケ CMソング                                                            |
| 不思議ね…                                        | 日本テレビ系『マジカル頭脳パワー!!』エンディングテーマ                                          |
| もう探さない                                     | テレビ朝日系ドラマ『七人の女弁護士』主題歌                                                      |
| 眠れない夜を抱いて                               | テレビ朝日系『トゥナイト』エンディングテーマ                                                    |
| 誰かが待ってる（アルバム収録曲）                 | 日本テレビ系『マジカル頭脳パワー!!』エンディングテーマ                                          |
| あの微笑みを忘れないで（アルバム収録曲）         | フジテレビ系ドラマ「金曜エンタテイメント 腕まくり看護婦」シリーズ主題歌                         |
| IN MY ARMS TONIGHT                               | TBS系ドラマ『学校があぶない』主題歌                                                             |
| 負けないで                                       | フジテレビ系ドラマ『白鳥麗子でございます!』主題歌                                               |
| 君がいない                                       | 日本テレビ系ドラマ『彼女の嫌いな彼女』主題歌                                                    |
| 揺れる想い                                       | 大塚製薬「ポカリスエット」CMソング                                                              |
| あなたを好きだけど（アルバム収録曲）             | 三菱グループ『三菱石油』CMソング                                                                |
| Listen to me（アルバム収録曲）                   | 日本テレビ系列クイズバラエティ番組『ハートにジャストミート』エンディングテーマ                  |
| もう少し あと少し…                               | テレビ朝日系ドラマ『ララバイ刑事'93』エンディングテーマ                                         |
| きっと忘れない                                   | フジテレビ系ドラマ『白鳥麗子でございます!』主題歌                                               |
| この愛に泳ぎ疲れても                             | 関西テレビ・フジテレビ系「愛と疑惑のサスペンス」オープニングテーマ                              |
| Boy                                              | 読売テレビ制作映画『夏の庭〜The Friends〜』エンディングテーマ                                   |
| こんなにそばに居るのに                           | 三貴「ブティックJOY」CMソング                                                                   |
| あなたを感じていたい                             | NTTドコモ「パルフィーV」CMソング                                                                |
| Just believe in love                             | TBS系ドラマ『揺れる想い』主題歌                                                                 |
| ハイヒール脱ぎ捨てて（アルバム収録曲）           | フジテレビ 「OIOI TOKYO TASTE ROOMS」エンディングテーマ                                         |
| Forever you （アルバム収録曲）                   | ドキュメンタリー映画『プリンセス・ダイアナ』主題歌                                              |
| I'm in love（アルバム収録曲）                    | タワーレコードスーパーストア                                                                    |
| 気楽に行こう（アルバム収録曲）                   | PHS通信会社「アステル関西」CMソング                                                             |
| 愛が見えない                                     | エフティ資生堂「SEA BREEZE '1995」CMソング                                                      |
| サヨナラは今もこの胸に居ます                     | ボクたちの映画シリーズ『白鳥麗子でございます!』主題歌                                           |
| マイ フレンド                                    | テレビ朝日系アニメ『スラムダンク』エンディングテーマ                                            |
| マイ フレンド                                    | テレビ東京系『有吉ぃぃeeeee!そうだ!今からお前んチでゲームしない?』2021年5月度エンディングテーマ |
| 心を開いて                                       | 大塚製薬「ポカリスエット」CMソング                                                              |
| 君がいたから（アルバム収録曲）                   | フジテレビ系ドラマ『輝く季節の中で』挿入歌                                                      |
| Today is another day（アルバム収録曲）           | 日本テレビ系アニメ『YAWARA!スペシャル ずっと君のことが…』主題歌                                 |
| 見つめていたいね（アルバム収録曲）               | 日本テレビ系アニメ『YAWARA!スペシャル ずっと君のことが…』挿入歌                                 |
| Don't you see!                                   | フジテレビ系アニメ『ドラゴンボールGT』エンディングテーマ                                        |
| 帰らぬ時間の中で（上記曲のc/w）                  | 日本テレビ『いま人』オープニングテーマ                                                          |
| 君に逢いたくなったら…                            | TBS系ドラマ『理想の結婚』主題歌                                                                 |
| 風が通り抜ける街へ                               | '97 Summer JRA CMソング                                                                         |
| 永遠                                             | キヤノン「Eos kiss」CMソング                                                                    |
| 永遠                                             | 日本テレビ系ドラマ『失楽園』主題歌                                                              |
| My Baby Grand 〜ぬくもりが欲しくて〜             | NTTドコモ'97冬CMソング                                                                          |
| Love is Gone（上記曲のc/w）                      | 日本テレビ系ドラマ『失楽園 特別編』主題歌                                                       |
| 息もできない                                     | フジテレビ系アニメ『中華一番!』オープニングテーマ                                               |
| 運命のルーレット廻して                           | 読売テレビ・日本テレビ系アニメ『名探偵コナン』オープニングテーマ                                |
| 少女の頃に戻ったみたいに（上記曲のc/w）          | 劇場版『名探偵コナン 14番目の標的』主題歌                                                       |
| 新しいドア〜冬のひまわり〜                       | サッポロビール「冬物語」CMソング                                                                |
| GOOD DAY                                         | ビューティーラボ「ナチュラルカラー」CMソング                                                    |
| I feel fine,yeah（アルバム収録曲）               | フジテレビ系『めざまし天気』テーマソング                                                        |
| フォトグラフ（アルバム収録曲）                   | 日本テレビ系ドラマ『春のサスペンススペシャル 刑事たちの夏』主題歌                               |
| MIND GAMES                                       | フジテレビ系『プロ野球ニュース』イメージソング                                                  |
| MIND GAMES                                       | ニッポン放送『ショウアップナイター'99』テーマソング                                             |
| 世界はきっと未来の中                             | テレビ朝日系ドラマ『舞妓さんは名探偵!』主題歌                                                   |
| 痛いくらい君があふれているよ                     | ネスレ日本「ネスカフェモーメント」CMソング                                                      |
| この涙 星になれ                                  | テレビ朝日系ドラマ『科捜研の女』主題歌                                                          |
| お・も・ひ・で（上記曲のc/w）                    | 「チェンジ伊豆2000!」イメージソング                                                             |
| お・も・ひ・で（上記曲のc/w）                    | テレビ朝日系『贅沢な休日』エンディングテーマ                                                    |
| Get U're Dream                                   | NHK『シドニーオリンピック』テーマソング                                                         |
| promised you                                     | テレビ朝日系『土曜ワイド劇場』エンディングテーマ                                                |
| 窓の外はモノクローム（アルバム収録曲）           | 日本テレビ系『週刊ストーリーランド』エンディングテーマ                                          |
| hero（アルバム収録曲）                           | コナミ『ときめきメモリアル3 〜約束のあの場所で〜』エンディングテーマ                            |
| 時間の翼（アルバム収録曲）                       | NTT西日本「フレッツISDN」CMソング                                                               |
| さわやかな君の気持ち                             | ニベア花王「8×4」CMソング                                                                       |
| 抱きしめていて（上記曲のc/w）                    | コナミ『ときめきメモリアル3 〜約束のあの場所で〜』エンディングテーマ                            |
| Seven Rainbow（上記曲のc/w）                     | コナミ『ときめきメモリアル3 〜約束のあの場所で〜』オープニングテーマ                            |
| 明日を夢見て                                     | 読売テレビ・日本テレビ系アニメ『名探偵コナン』エンディングテーマ                                |
| 瞳閉じて                                         | フジテレビ系『感動ファクトリー すぽると!』イメージソング                                        |
| もっと近くで君の横顔見ていたい                   | 月桂冠「月」CMソング                                                                            |
| 止まっていた時計が今動き出した（アルバム収録曲） | テレビ朝日系ドラマ『異議あり!女弁護士大岡法江』主題歌                                           |
| かけがえのないもの                               | TBS系『恋するハニカミ!』テーマソング                                                            |
| 今日はゆっくり話そう                             | 月桂冠「月」CMソング                                                                            |
| 星のかがやきよ                                   | 読売テレビ・日本テレビ系アニメ『名探偵コナン』オープニングテーマ                                |
| 夏を待つセイル(帆)のように                       | 劇場版『名探偵コナン 水平線上の陰謀』主題歌                                                     |
| 悲しいほど貴方が好き                             | 読売テレビ・日本テレビ系アニメ『名探偵コナン』エンディングテーマ                                |
| カラッといこう!                                  | フジテレビ系『めざましどようび』テーマソング                                                    |
| ハートに火をつけて                               | TBS系愛の劇場『すてきにコモン!』主題歌                                                          |
| グロリアス マインド                              | 読売テレビ・日本テレビ系アニメ『名探偵コナン』オープニングテーマ                                |
| 翼を広げて                                       | 劇場版『名探偵コナン 戦慄の楽譜』主題歌                                                         |
| 愛は暗闇の中で                                   | 読売テレビ・日本テレビ系アニメ『名探偵コナン』オープニングテーマ                                |
| あの微笑みを忘れないで(2012 Movie-theme ver.)    | フジテレビ製作映画『ウタヒメ 彼女たちのスモーク・オン・ザ・ウォーター』主題歌                   |

## メディア出演

### テレビ
| タイトル                 | 放送局         | 放送日時       |
| ------------------------ | -------------- | -------------- |
| ミュージックステーション | テレビ朝日系列 | 1992年8月7日   |
| ミュージックステーション | テレビ朝日系列 | 1992年8月28日  |
| ミュージックステーション | テレビ朝日系列 | 1992年9月18日  |
| ミュージックステーション | テレビ朝日系列 | 1992年10月16日 |
| ミュージックステーション | テレビ朝日系列 | 1993年2月5日   |
| SOUND ARENA              | フジテレビ系列 | 1992年9月9日   |
| MJ -MUSIC JOURNAL-       | フジテレビ系列 | 1992年10月28日 |

| タイトル                                  | 放送局           | 放送日時      |
| ----------------------------------------- | ---------------- | ------------- |
| ミュージックステーションウルトラFES       | テレビ朝日系列   | 2015年9月23日 |
| ミュージックステーション                  | テレビ朝日系列   | 2019年2月1日  |
| ZARDよ永遠なれ 坂井泉水の歌はこう生まれた | NHK BSプレミアム | 2019年4月20日 |

### ラジオ
| タイトル                  | 放送局            | 放送年                                                                   |
| ------------------------- | ----------------- | ------------------------------------------------------------------------ |
| TOYOTA SUPER COUNTDOWN 50 | 文化放送          | 1991年                                                                   |
| BEAT ZONE                 | FM TOKYO          | 1991年11月                                                               |
| BEAT ZONE                 | FM TOKYO          | 1992年9月                                                                |
| I LOVE CITY               | FM NACK5          | 1992年4月23日                                                            |
| SUPER J-HITS RADIO        | FM802 → FM COCOLO | 1997年5月4日(コメント出演)・2001年2月18日(コメント出演)                  |
| ベストヒット歌謡曲        | KBS京都           | 不定期で坂井泉水による、リクエスト告知のジングルがCM前に放送されていた。 |